# Liste des épisodes de Yu-Gi-Oh! Zexal
 (février 2017).
Si vous disposez d'ouvrages ou d'articles de référence ou si vous connaissez des sites web de qualité traitant du thème abordé ici, merci de compléter l'article en donnant les références utiles à sa vérifiabilité et en les liant à la section « Notes et références ».
Yu-Gi-Oh! Zexal (遊☆戯☆王 ZEXAL (ゼアル), Yūgiō Zearu) est la quatrième série Yu-Gi-Oh! de Nihon Ad Systems et TV Tokyo, qui suit Yu-Gi-Oh! 5D's. Elle est réalisée par Satoshi Kuwahara et produit par le Studio Gallop. La série a été diffusée sur TV Tokyo entre le 11 avril 2011 et le 24 septembre 2012. L'histoire suit le jeune duelliste Yuma Tsukumo accompagné d'un esprit appelé Astral alors qu'il recherche les cartes de Duel de Monstres Numéros qui feront revenir les souvenirs d'Astal. Six thèmes de musique sont utilisés pour la série : trois thèmes d'ouverture et trois thèmes de fin. Jusqu'à l'épisode 25, le thème d'ouverture est « Masterpiece » de Mihumari GT, tandis que celui de fin est « Boku Quest » de Golden Bomber. De l'épisode 26 à l'épisode 49, le thème d'ouverture est « Braving! » par Zakanan, tandis que le thème de fin est « Setsubō no Freesia » de DaizyStripper. De l'épisode 50 à l'épisode 73, le thème d'ouverture est « Tamashii Drive » de Color Bottle, tandis que le thème de fin est « Wild Child » de Mousoon.
Une seconde série, Yu-Gi-Oh! Zexal II (遊☆戯☆王 ZEXAL II (セカンド), Yūgiō Zearu Sekando), a commencé à être diffusée le 7 octobre 2012 sur TV Tokyo et s'achèvera le 23 mars 2014. Comme la précédente, elle est réalisée par Satoshi Puwatharay et produit par le Studio Gallop.
Suivant la fin de la première série, la paix est revenue sur la ville d'Hearland après la Grande Fête Mondiale du Duel. À présent, des forces maléfiques venant du monde Barian, un monde parallèle à celui d'Astral, attaquent. C'est maintenant au tour de Yuma, Astral, Shark et Kaito d'affronter cette nouvelle menace. Six thèmes de musique sont utilisés pour la deuxième série : trois thèmes d'ouverture et trois thèmes de fin. À partir de l'épisode 74, le thème d'ouverture est « Arenai Hāto » de Takatori Hideaki, tandis que le thème de fin est « Artist » de Vistlip. À partir de l'épisode 99, le thème d'ouverture est « Kagami no Dualism » de Petit Milady tandis que le thème de fin est «GO WAY GO WAY» de FoZZtone. À partir de l'épisode 124, le thème d'ouverture est « Wonder Wings » de Diamond☆Yukai, tandis que le thème de fin est « Challenge the GAME » de REDMAN.
En France, la série a été diffusée depuis le 28 août 2013 sur la chaîne Canal J du lundi au vendredi. La version française est disponible pour les épisodes 1 à 98. Pour les épisodes 99 à 146, seules les versions anglaises et VOSTFR sont disponibles,.

## Yu-Gi-Oh! Zexal

### Saison 1
| No | Titre de l’épisode en français              | Titre original de l’épisode                                                                            | Date de 1re diffusion |
| --- | ------------------------------------------- | --- | --------------------- |
| 1 | Une étrange clé                             | かっとビングだぜ、オレ！！ Kattobingu daze, Ore!!                                                      | 11 avril 2011         |
| Yuma Tsukumo est un étudiant ambitieux qui est mauvais à la fois à l'école et en duel, mais qui ne peut jamais refuser un défi. Un jour, lui et son amie Kotori (Tori) découvre que leur ami,Tetsuo Takeda (Bronk Stone), se faire battre dans un duel contre Ryouga (Réginald) , surnommé « Shark » Kamishiro (Kastle) qui prend par la suite son deck. Quand Yuma lui tient tête, Ryouga casse la clé que Yuma a eu de ses parents et donne un coup de pied à une moitié de la clé qui part au loin, bien qu'il lui donne une chance de mettre son propre deck en jeu dans un duel pour récupérer le deck de Tetsuo. Remarquant un Yuma moins ambitieux mais voulant toujours se battre contre Shark, Tetsuo arrive à récupérer la moitié perdue de sa clé et la lui rend. Le jour du duel entre Yuma et Ryouga arrive, et les facultés de amateur de duel de Yuma le mettent en désavantage contre le deck « Shark » (Requin) de Ryouga. Alors que Yuma se défend contre les attaques de Ryouga, sa clé se répare soudainement et il se retrouve devant une porte étrange, qu'il ouvre avec sa clé dorée. À son retour dans le monde réel, Reginald est possédé et invoque le monstre Xyz, Numéro 17 : Dragon Léviathan, alors que Yuma est accueilli par un esprit mystérieux.              |                                             | |                       |
| 2 | Astral                                      | わが名はアストラル!! Waga Na wa Asutoraru!!                                                            | 18 avril 2011         |
| L'esprit, appelé Astral, parle à Yuma, qui est le seul qui peut le voir ou l'entendre, lui expliquant qu'il est un duelliste et que ses souvenirs résident dans les 99 cartes Numéro. Réalisant qu'il va disparaître si Yuma perd le duel, Astral commence à partager ses tactiques de duel avec lui, lui donnant un monstre Xyz, Numéro 39 : Utopie, qu'il invoque pour infliger des dommages à Ryouga. Bien que Ryouga arrive à faire descendre les points de vie de Yuma jusqu'au seuil critique de 100, la détermination de Yuma de ne pas abandonner lui permet de piocher une carte magique qui l'autorise à doubler les points d'attaque d'Utopie, ce qui détruit le Dragon Léviathan, le faisant remporter le duel. Après l'affrontement, Astral gagne le Dragon Léviathan, tandis que Ryouga rend le deck de Tetsuo. |                                             | |                       |
| 3 | Il y a un bogue - 1re partie                | トドのつまり事件です！！ Todo no Tsumari Jiken desu!!                                                  | 25 avril 2011         |
| Un virus est en train de se répandre à travers la ville, amenant les systèmes à dysfonctionner. Dans le même temps, Astral se fait piéger dans un monde à l'intérieur de la clé de Yuma, et Yuma découvre plus tard qu'il n'a plus ses cartes Numéro et donc il perd face au délégué de classe, Takeshi (Caswell), dans un duel. Plus tard, la sœur de Yuma, Akari (Kari), déduit que l'origine du virus provient de quelque part dans l'école de Yuma et demande à Yuma et à Kotori d'y aller pour voir ce qu'il s'y passe. Ils y trouvent Takeshi (Caswell), qui essaie également d'arrêter le virus, et avec son aide ils découvrent que le coupable est leur professeur,, qui a été possédé par un des Numéro. Avec une bombe à virus qui va se répandre à travers le réseau dans 30 minutes, Astral réapparaît et dit à Yuma de combattre Ukyo Kitano (professeur Kay) en duel. Ukyo Kitano invoque alors son monstre Numéro, Numéro 34 : Terreur-Byte, en utilisant sa faculté de prendre le contrôle d'un des monstres de Yuma. |                                             | |                       |
| 4 | Il y a un bogue - 2e partie                 | 逆転のカウントダウン！ 対策はアストラル！？ Gyakuten no Kauntodaun! Hisaku wa Asutoraru!?              | 2 mai 2011            |
| La réticence de Yuma d'écouter les conseils d'Astral l'amène à être en grande difficulté contre le combo du Terreur-Byte de Ukyo. Avec sa vie en jeu, Astral se voit contraint d'utiliser la psychologie inversée pour faire en sorte que Yuma l'écoute et puisse jouer les cartes qu'il faut. Yuma invoque Numéro 39 : Utopie, mais. Ukyo invoque son Super Bugman, qui échange les points d'attaque et de défense des monstres en mode attaque sur le terrain. Yuma invoque alors son Numéro 17 : Dragon Léviathan, et suit les conseils d'Astral pour détruire Super Bugman, ramenant les attaques et défenses des monstres sur le terrain à la normale, et permettant à Yuma de battre Ukyo sensei, et de gagner Numéro 34 : Terreur-Byte et une partie de la mémoire d'Astral. Le compte-à-rebours atteint zéro, mais au lieu d'un virus, les lumières d'un bâtiment s'allument, permettant à un gros Bugman et à des feux d'artifice d'apparaître dans le ciel. |                                             | |                       |
| 5 | Le côté Flip - 1re partie                   | デュエルのウラを読むウラ！ Dyueru no Ura wo Yomu Ura!                                                  | 9 mai 2011            |
| Un enfant étrange appelé Tokonosuke (Flip) essaie constamment d'offrir à Yuma une carte appelée Bébé Tiragon, bien que ses amis essaient de l'empêcher de la prendre. Dans le même temps, Astral continue d'explorer la clé de Yuma, trouvant une machine qu'il est capable d'activer. Tokonosuke arrive finalement à amener la carte à Yuma sous l'apparence d'une lettre d'un admirateur. Le lendemain, Yuma est accusé de causer plusieurs farces et est évité par ses camarades de classe. Par la suite, Tokonosuke défie Yuma en duel. Il piège Yuma avant qu'Astral ne puisse le prévenir : en effet Tokonosuke a fait en sorte que Yuma invoque Bébé Tiragon afin qu'il puisse prendre le contrôle de Numéro 39 : Utopie, avant de révéler que s'il gagne, il pourra garder Utopie. |                                             | |                       |
| 6 | Le côté Flip - 2e partie                    | 裏切りのナンバーズ！？ Uragiri no Nanbāzu!?                                                            | 16 mai 2011           |
| Du fait qu'il possède Utopie, Tokonosuke est possédé par les Numéro et Astral est affaibli. Yuma arrive à invoquer le Dragon Léviathan, mais Tokonosuke prend également le contrôle du dragon, mettant la vie d'Astral en grand danger. Dans le même temps, Kotori et Tetsuo enquêtent sur l'origine des fausses photos, et apprennent que Tokonosuke était derrière elles. Tandis que Tokonosuke explique que c'est son enfance où il a été brutalisé qui l'a amené à jouer en faisant des coups bas, Astral dit à Yuma de protéger le Bébé Tiragon à tout prix. Après avoir été mis dos au mur, Yuma arrive à utiliser l'effet du Bébé Tiragon avec un de ses autres monstres pour renvoyer les pièges de Tokonosuke dans sa main, lui permettant de regagner le contrôle de ses Numéro, de restaurer l'énergie d'Astral et de gagner le duel. Par la suite, Yuma essaie de rendre le Bébé Tiragon à Tokonosuke, mais ce dernier décide de lui laisser garder la carte comme preuve de leur nouvelle amitié. |                                             | |                       |
| 7 | La Reine de la Galaxie                      | 正義の大盤振る舞い！エスパー・ロビン参上!! Seigi no Oobanfurumai! Esupaa Robin Sanjyou!!               | 23 mai 2011           |
| Astral s'intéresse à un programme télé appelé « Le Sparo d'une Autre Dimension ». Après que Yuma et ses amis ont essayé de jeter un coup d’œil à une répétition de l'acteur du Sparo, Fuya Okudaira (Nelson Andrews) , il remarque que Yuma est un duelliste et l'amène à sa loge, où on apprend qu'il est en fait facilement effrayé hors antenne. Fuya demande à Yuma de devenir son ami et de l'affronter en duel, mais il est préservé par sa mère, qui veut qu'il maintienne son image. Plus tard dans la nuit, Fuya trouve une carte Numéro et est possédé par elle, allant à travers la ville habillé en Robin en attaquant des gens. Yuma affronte Fuya, qui se croit vraiment être Robin, et le défie en duel. Fuya invoque par sacrifice sa carte clé, Le moineau de l'étoile déviante, et invoque sa carte Numéro, Numéro 83: Reine Galactique, qui donne à ses monstres des dommages perçants. |                                             | |                       |
| 8 | Le lien obscur                              | スター・ロビンよ永遠に! Sutā Robin yo Eien ni!                                                         | 30 mai 2011           |
| Yuma demande à Kotori d'essayer de rentrer en contact avec la mère de Fuya avant d'invoquer Utopie, bien que Fuya arrive à se renforcer encore plus. Tandis que Yuma suit les conseils de Astral pour rester dans la partie, la mère de Fuya essaie de l' atteindre, qui invoque son monstre ultime, Jet Iron de l'étoile déviante, avec une puissance d'attaque de 8000. Cependant, Yuma arrive à utiliser ses pièges pour arrêter l'attaque de Jet Iron de l'étoile déviante et faire cesser la protection de la Reine Galactique. Alors que Yuma cible la Reine Galactique pour la victoire, Fuya fait prendre l'attaque à un autre de ses monstres, n'empêchant pas sa défaite. Tandis qu'Astral récupère la Reine Galactique et un autre morceau de ses souvenirs, la mère de Fuya fait ses excuses à son fils. |                                             | |                       |
| 9 | La Duelliste aux chats                      | キャットオドロく猫デッキ!? Kyatto Odoroku Neko Dekki!?                                                 | 6 juin 2011           |
| Alors que Yuma vient juste de réaliser qu'il venait à l'école dans des vêtements bizarres depuis une semaine, il apprend d'Astral qu'un voleur ressemblant à un chat s'était glissé dans sa chambre. Le lendemain, Yuma apprend que Kotori a été prétendument enlevée et il part à son secours vers un château où il rencontre Cathy ( Cathy Catherine) , qui le défie en duel. Alors qu'il l'affronte, Cathy admet qu'elle se sent parfois ignorée en classe et essaie d'avouer ses sentiments pour Yuma, mais il est trop concentré sur le duel, qu'il remporte. Il apprend plus tard que Kotori n'avait pas été enlevée, mais était juste en train de jouer avec ses chats. |                                             | |                       |
| 10 | L'Abandon de Shark                          | 逆襲のシャーク! Gyakushū no Shāku!                                                                     | 13 juin 2011          |
| Alors que les amis de Yuma deviennent curieux de ce qu'il advient des cartes Numéro en dehors des duels, Yuma apprend que Ryouga (Reginald) avait séché les cours depuis leur duel. Yuma va défier Ryouga dans un autre duel, mais il lui dit qu'il a quitté les duels. Yuma continue de le défier le lendemain, et l'amène à accepter le duel en mettant sa clé en jeu et décide par la même occasion d'essayer de ne pas utiliser ses Numéro. Ryouga invoque immédiatement son monstre clé, Porte-Submersibles Aéro Requin, et commence à demander à Yuma d'invoquer ses Numéro. Yuma, réalisant qu'il y a plus que sa fierté en jeu, invoque Utopie, mais tombe dans le piège de Ryouga. Ce-dernier invoque alors un autre monstre Xyz, Lancier Rayon Sombre, qui annule les effets d'Utopie de pas être détruit, et bat Yuma. Malgré cela, il décide de ne pas prendre sa clé. |                                             | |                       |
| 11 | Duel par équipes - 1re partie               | 遊馬とシャーク 傷だらけのタッグデュエル Yūma to Shāku Kizudarake no Taggudyueru                        | 20 juin 2011          |
| Tetsuo (Bronk) est agacé que Yuma ait brisé sa promesse de pas utiliser ses Numéro dans son duel contre Ryouga (Reginald). Dans le même temps, Ryouga apprend que certains des délinquants avec lesquels il traîne, Rikou (Scorch) et Kaou (chils) , possèdent des cartes Numéro et cherchent à voler un deck inestimable d'un musée. Cependant, un des autres délinquants se dégonflent à l'idée de faire ce cambriolage, et va dire à Yuma, qui connaissait le passé de Ryouga , les ennuis dans lesquels il s'est fourré. Alors que Yuma affronte Rikou et Kaou, Shark décide d'aider Yuma à les affronter dans un Tag Duel. Rikou et Kaou utilisent leur avantage d'être rompus au Tag Duel pour invoquer plusieurs monstres de niveau 5, permettant à Rikou d'invoquer sa carte Numéro, Numéro 61: Volcasaure, et d'infliger beaucoup de dommages à Ryouga et à Yuma. |                                             | |                       |
| 12 | Duel par équipes - 2e partie                | 希望の合体！ アーマード・エクシーズ発動！ Kibō no Gattai! Āmādo Ekushīzu Hatsudō!                      | 27 juin 2011          |
| Yuma se bat pour empêcher Ryouga (Reginald) d'être battu par Rikou (Scorch) et Kaou (Chils), qui non seulement empêchent Utopie d'attaquer, mais arrivent à invoquer le Numéro de Chills, Numéro 19: Freezerdon, qui donne à Volcasaure plus de matériels d'Xyz. Bientôt, Reginald découvre que Rikou et Kaou jouaient en trichant, mais cela amène le sujet de comment Ryouga a été disqualifié d'un tournoi pour avoir regardé les cartes de son adversaire. Cependant, Yuma fait face pour Ryouga et les deux arrivent à battre Kaou. Alors que Rikou joue de telle sorte que les autres perdent lors de sa prochaine Standby phase, Ryouga donne à Yuma une carte magique, Xyz blindé, qui permet à Yuma d'équiper Utopie au Lanceur Rayon Sombre de Shark et de battre Scorch. Alors qu'Astral récupère les cartes Numéro et prend connaissance d'un terrible incident qui est arrivé à ce monde, Yuma se réconcilie avec Tetsuo (Bronk) tandis que Ryouga permet à Yuma de conserver la carte Xyz blindé. |                                             | |                       |
| 13 | Le chasseur de Numéros - 1re partie         | 魂を狩る者！ ナンバーズ・ハンター現る！ Tamashī o Karu Mono! Nanbāzu Hantā Arawaru!                    | 4 juillet 2011        |
| Un voleur portant une carte Numéro fait un hold-up dans un centre commercial où se trouve Yuma. Cependant, avant que Yuma et Astral ne puissent l'atteindre, un Chasseur de Numéro avec la faculté d'arrêter le temps, Kaito (Kite) Tenjo, le bat dans un duel et prend de force sa carte Numéro, et le laisse tout vieux et délabré. Tandis que le jeune frère de Kaito, Haruto (Hart), utilise les déchets de la ville d'Heartland pour attaquer le AstralWorld, Kaito parle avec M. Heartland, qui parle alors avec le cerveau, Dr. Faker, qui cherche à obtenir les cartes Numéro et à détruire le AstralWorld. Le lendemain, alors que Yuma essaie de sauver Kotori d'un camion en excès de vitesse, le temps s'arrête de nouveau et Yuma fait face Kaito, qui le force à faire un duel. Kaito invoque immédiatement deux monstres Numéro, Numéro 10 : Illumiknight et Numéro 20 : Giga-brillant. |                                             | |                       |
| 14 | Le chasseur de Numéros - 2e partie          | 「銀河眼の光子竜」降臨！ Gyarakushīaizu Foton Doragon Kōrin!                                           | 11 juillet 2011       |
| Kaito sacrifie ses Numéro pour invoquer son monstre clé,Dragon Photon aux Yeux Galactiques, en utilisant sa faculté spéciale pour absorber les unités de couverture d'Utopie et devenir encore plus fort. Dans le même temps, M. Heartland propose la grande fête mondiale du duel au Dr.Faker afin d'attirer les Numéro. Avec les vies d'Astral et de Yuma en jeu, Yuma commence à être paralysé par la peur mais revient à lui quand il pense à son père. Cependant, les tactiques de Yuma et de Astral sont trop évidentes pour Kaito . Alors que Kaito est sur le point de remporter le duel, il s'arrête quand il apprend qu'Haruto est tombé dans le coma car il a trop utilisé son pouvoir et part. Alors que le temps reprend son cours, Yuma et Astral sont sous le choc de leur quasi-défaite. |                                             | |                       |
| 15 | Le Maître des statues                       | 死闘、決闘庵 伝説のモンスター復活！！ Shitō, Dyueruan - Densetsu no Monsutā Fukkatsu!!                 | 18 juillet 2011       |
| Alors qu'Astral se lamente de sa quasi-défaite et que Yuma entend parler de la grande fête mondiale du duel, sa grand-mère Haru l'envoie lui, Kotori et Tetsuo de livrer des légumes à un homme étrange appelé Rokou qui vit dans un temple. Là, Yuma découvre une chambre remplie de statues de Monstres Légendaires de Duel, tandis que Rokou explique que sa maison est un sanctuaire de Duel où les duellistes s'entraînent. Il défie Yuma dans un duel en utilisant les statues et des cartes en bois. Cependant, alors que le duel commence, la conscience de Yuma se retrouve dans le corps du Magicien des Ténèbres tandis que Rokou invoque l'Ultime Dragon Blanc Aux Yeux Bleus et le bat, lui donnant une compréhension de la peur du point de vue d'un monstre. Le lendemain, Rokou est approché par son ancien étudiant,Yamikawa (Kaze), qui le bat en duel avant de se diriger à l'intérieur du temple pour réclamer un Deck Légendaire. Cependant, Yuma décide de lui faire face et de le défier dans un duel. Yamikawa invoque son montre Xyz, Ninja Armure Lame, infligeant des dommages à Yuma, qui entend bien vouloir protéger ses monstres. |                                             | |                       |
| 16 | Le Duelliste Ninja                          | 必殺忍法！最恐忍者あらわる！ Hissatsu Ninpou! Saikowai Ninja Arawaru!                                  | 25 juillet 2011       |
| Alors qu'Haru et qu'Akari viennent observer le duel, Yuma lutte contre Yamikawa et perd beaucoup de points de vie, bien que sa foi en ses monstres lui permette de revenir dans la partie. Cependant, Yamikawa révèle alors qu'il possède une carte Numéro, Numéro 12: Ninja Armure Ombre Pourpre. Bientôt, Yuma se souvient des sentiments des Monstres et arrive à invoquer Utopie pour battre Yamikawa . Alors que Yamikawa essaie une fois de plus d'attaquer les statues, Yuma lui fait face, l'aidant à surpasser ses sentiments ténébreux. Alors que le groupe part, Rokou décide de donner à Yuma son deck Légendaire, bien qu'Astral ait encore des doutes sur sa capacité à affronter Kaito de nouveau. |                                             | |                       |
| 17 | Le diseur de Mauvaise Aventure - 1re partie | すべてを見通す者 恐怖の占い師・ジン Subete wo Mito'osu Mono - Kyoufu no Uranaishi * Jin                | 1er août 2011         |
| Alors qu'un Chasseur de Numéro appelé Jin (Fortuno) récupère des cartes Numéro pour Kaito , Astral admet qu'il est encore trop effrayé pour affronter Kaito de nouveau. Comme Yuma refuse de leur dire quoi que ce soit sur les cartes Numéro, Tetsuo (Bronk) , Kotori (Tori), Takeshi (Caswell), Tokonosuke (Flip) et Cathy décident de former Le club d'enquête sur le mystère des cartes Numéro afin de découvrir la vérité derrière les Numéro. Leur enquête les mène à Jin (Fortuno) qui, après leur avoir parlé des Numéro, les piège. Alors que Cathy s'échappe pour informer Yuma, Jin la possède et dit à Yuma de venir et de l'affronter en duel afin de libérer ses amis. Malgré les craintes de Astral, Yuma va affronter Jin, qui le met en difficulté en lisant semble-t-il ses cartes et en invoquant sa carte Numéro, Numéro 16 : Maître du choc. Et pire encore, Jin révèle que quand que Yuma perd des points de vie, la plate-forme qui maintient ses amis au-dessus de la lave s'effondre. |                                             | |                       |
| 18 | Le diseur de Mauvaise Aventure - 2e partie  | カオスエクシーズ・チェンジ！希望の光ホープ・レイ!! Kaosu Ekushiizu Chenji! Kibou no Hikari Hoopu Rei!! | 8 août 2011           |
| Yuma arrive à suivre les conseils d'Astral et à invoquer Utopie pour battre Maître du Choc. Cependant Jin invoque alors son Numéro de Rang 7, Numéro 11: Gros Œil, qu'il utilise pour prendre le contrôle d'Utopie. Alors que les points de vie de Yuma se retrouvent à 100, Fortuno propose de libérer ses amis s'il abandonne. Tandis qu'Astral est prêt à conclure le marché, même si cela signifie sa disparition, Yuma ne le voit pas de cette manière et rejette cette idée car il considère Astral comme un ami précieux. Yuma déduit alors que ce qui était supposé être Kaito assistant au duel était vraiment un leurre utilisé pour regarder les cartes de Yuma. L'amitié réveillée active un pouvoir dans la clé de Yuma qui octroie à Yuma le pouvoir de réaliser l’Évolution Xyz du chaos, transformant Utopie en Numéro C39 : Rayon Utopie et battant Fortuno. |                                             | |                       |
| 19 | L'Énigme de la Clé                          | 約束のかっとビング Yakusoku no Kattobingu                                                              | 15 août 2011          |
| Une visite des parents se prépare à l'école de Yuma, mais Yuma décide de ne rien dire à Haru et à Akari comme elles semblent avoir déjà quelque chose de prévu ce jour-là. Alors que Yuma oublie sa clé chez lui, il parle de son père, Kazuma, à Astral. Celui-ci lui avait enseigné de ne jamais abandonné, ainsi que ressentir les flux. Une nuit, quand lui et sa femme Mirai ont été pris dans un tremblement de terre, Kazuma a accepté de tomber dans un gouffre afin de permettre à sa femme de s'en sortir. Kazuma s'est alors retrouvé dans un autre monde où il rencontra un être similaire à Astral qui lui a donné la Clé dorée qu'il donna plus tard à Yuma. Akari finit par entendre parler de la visite des parents, et c'est ainsi qu'elle et Haru ont décidé d'aller rendre visite à Yuma. |                                             | |                       |
| 20 | La Clé du Succès                            | 漆黒のナンバーズ 闇遊馬vs鉄男 Shikkoku no Nanbaazu - Yami Yuuma vs Tetsuo                              | 22 août 2011          |
| Après que Yuma a remporté un autre duel contre un utilisateur de Numéro, Astral voit une vision de la destruction de la Terre tandis que Tetsuo s'énerve après Yuma à cause de ses tactiques imprudentes. Alors que Tetsuo fait s'envoler accidentellement la Clé de Yuma, la carte Numéro gagnée par Yuma, Numéro 96 : Brume sombre, prend possession d'Astral et tient Yuma en otage. Avant de se faire posséder, Astral demande à Yuma de donner Utopie à Tetsuo, qui est protégé des attaques de Brume sombre par la Clé de Yuma. Tetsuo défie le Numéro 96 en duel, mais ce-dernier contrôle Yuma pour qu'il fasse un duel pour lui. Il invoque Brume sombre qui a la faculté de voler les points d'attaque. Tetsuo invoque Utopie, mais est dépassé par la faculté de Brume sombre. Cependant, Yuma arrive à suivre le conseil d'Astral en prétendant de s'être allié avec le Numéro 96 afin de lui conseiller de détruire la mauvaise carte, permettant à Tetsuo d'utiliser les bonnes cartes pour amener la victoire. Ainsi, Astral peut revenir à la normale. |                                             | |                       |
| 21 | Lillybot                                    | 遊馬VSお掃除ロボット オボミ Yuma vs Osōji Robotto Obomi                                                | 29 août 2011          |
| Alors qu'un cambrioleur utilise un groupe de robots poubelle pour voler une bijouterie, un des robots se fait envoyer dans la rivière car il essayait de protéger une famille de canards. Le robot est trouvé et réparé par Yuma et ses amis, qui l'appellent Obomi (Lillybot) et deviennent amis avec lui. Cependant, plus tard dans la nuit Obomi est appelée par le cambrioleur pour participer à un vol, que découvre Yuma le lendemain matin alors que Akari en faisait un reportage. Avec l'aide d'Astral, Yuma et ses amis trouvent le cambrioleur, qui envoie Obomi pour les attaquer. Yuma décide de l'affronter en duel. Obomi invoque alors son monstre Xyz, Rhinobot de recyclage, tandis que Yuma se défend avec ses monstres Gagaga, espérant faire retrouver à Obomi ses souvenirs. C'est alors que le cambrioleur active un compte à rebours d'autodestruction sur Obomi, donnant à Yuma seulement une minute pour remporter le duel. Yuma utilise une carte magique qu'avait laissé derrière lui Obomi pour invoquer Utopie, lui permettant de gagner le duel, d'arrêter le compte à rebours et de faire revenir Obomi à la normale. Alors que le cambrioleur est pris dans son propre piège quand ses propres robots se mettent à exploser, Obomi commence à vivre avec Yuma. |                                             | |                       |
| 22 | Astral en danger                            | 奪われた皇の鍵! 激突カイトvsシャーク Ubawa Reta Sumeragi No Kagi! Gekitotsu, Kaito vs Shāku            | 5 septembre 2011      |
| Pendant qu'Astral parle à Yuma des choses qui se trouvent dans sa Clé, Kaito (Kite) apprend que la Clé de Yuma n'est pas de ce monde et décide de l'obtenir pour lui-même. Il envoie son robot, Orbital 7, pour voler la Clé de Yuma alors qu'il nage, mais Ryouga (Shark) se trouve sur son chemin. Croyant qu'il possède une carte Numéro, Kaito apparaît et défie Ryouga dans un duel. Alors que Kaito invoque un de ses Numéro, Numéro 30 : Golem Acide de Destruction, Ryouga en prend possession, mais seulement pour être la cible de ses effets cachés. Kaito bat Ryouga , prenant à la fois son âme mais aussi la Clé de Yuma contenant Astral à l'intérieur. |                                             | |                       |
| 23 | Chasser le Chasseur - 1re partie            | 宿命の決闘！アストラルvsカイト Shukumei no Kettou! Asutoraru VS Kaito                                  | 12 septembre 2011     |
| Après avoir amené Ryouga à l'hôpital, Yuma et ses amis reçoivent l'aide de Ukyo Kitano (Mr Kay) pour aider à retrouver la localisation de la Clé. Dans le même temps, alors que Kaito fait des expériences sur la Clé, il arrive à trouver un moyen d'entrer dans le monde à l'intérieur de la Clé et y trouve Astral, seulement pour le défier dans un duel pour obtenir tous ses Numéros. Alors que le duel avance, la peur d'Astral de faire face au Dragon Photon aux yeux galactiques le met encore une fois dans une situation compliquée. Alors que Yuma et ses amis arrivent à s'infiltrer dans la cachette de Kaito grâce à Ukyo Kitano (Mr Kay), Astral décide d'affronter sa peur et de tenir tête à Kaito. |                                             | |                       |
| 24 | Chasser le Chasseur - 2e partie             | 魂のエクシーズ召喚！ZEXAL Tamashī no Ekushīzu shōkan! ZEXAL                                            | 19 septembre 2011     |
| Pendant que ses amis distraient les robots de sécurité, Yuma avance et pirate un terminal. Il y apprend des choses sur Haruto et voit aussi une vision de la porte qu'il avait déjà vu, qui lui parle d'un pouvoir appelé Zexal. Dans le même temps, Astral invoque Utopie tandis que Kaito invoque le Dragon Photon aux Yeux Galactiques. Astral invoque alors son Numéro C39 : Rayon Utopie, mais le duel reste compliqué pour lui. Alors que Yuma arrive à récupérer sa Clé, il obtient le pouvoir de Zexal qui lui permet de combiner son âme avec celle d'Astral, leur permettant d'invoquer ZW - Lance unicorne et de l'équiper à Utopie pour détruire le Dragon Photon aux Yeux Galactiques, même si Kaito parvient à faire égalité. Après que Kaito a fait revenir l'âme de Ryouga, sa cachette s'autodétruit, et Yuma arrive à peine à s'en sortir vivant. |                                             | |                       |
| 25 | Le Mystère des Trois Soleils                | 時の訪れ 現われし3つの太陽 Toki o Otozure, Arawareshi Mitsu no Taiyou                                  | 3 octobre 2011        |
| Alors que Yuma et Astral se demandent quelle est la véritable nature du Dragon Photon aux Yeux Galactiques et pourquoi Kaito n'est pas affecté par les Numéro, le temps s'arrête et trois soleils étranges font leur apparition dans le ciel, avec l'un d'eux venant du monde d'Astral. Astral et Kaito tiennent leur propre enquête pendant l'incident, regardant les endroits des précédents duels de Yuma. Alors que les soleils disparaissent et que le temps reprend son cours, Kaito demande à Yuma de venir à la grande fête mondiale du duel pour en finir avec lui. |                                             | |                       |

### Saison 2
| No | Titre de l’épisode en français   | Titre original de l’épisode                                                                                      | Date de 1re diffusion |
| --- | -------------------------------- | --- | --------------------- |
| 26 | Les Fragments de Cœurs           | 開幕！ＷＤＣ Kaimaku! Wārudo Dueru Kānibaru                                                                      | 10 octobre 2011       |
| Yuma devient déprimé quand il apprend qu'il n'a pas le droit de participer à la grande fête mondiale du duel, et qu'il trop tard pour s'inscrire. Dans le même temps, Ryouga rencontre l'adversaire qu'il a affronté pendant un tournoi fatidique, et il lui révèle que sa disqualification était planifiée et lui donne le droit d'entrée pour le tournoi afin qu'il puissent régler ça. Alors que Yuma essaie de supplier les organisateurs pour pouvoir rentrer, Kaito arrive à convaincre M. Heartland de lui donner un fragment de Cœur. Le tournoi va bientôt commencer, et les duellistes ont trois jours pour gagner les fragments de Cœur des autres adversaires afin de pouvoir compléter le Cœur et de pouvoir entrer dans les phases finales. Yuma rencontre immédiatement son premier adversaire, Kikeru Kunitachi (Stricker). |                                  | |                       |
| 27 | L'esprit d'équipe                | WDCキックオフ！炎のストライカー・国立カケル Wārudo Dueru Kānibaru Kikku Ofu! Honō no Sutoraikā Kunitachi Kakeru  | 17 octobre 2011       |
| Yuma commence son duel avec Kikeru Kunitachi (Striker), qui démarre fort avec son Deck de Football. Cependant, Yuma revient dans la partie en utilisant une stratégie d'équipe avec Astral. Kikeru se lamente de ne pas être à la hauteur de la célébrité en football de ses frères à cause de sa réticence à travailler avec les autres, mais Yuma lui rappelle que son deck est comme une équipe. Encouragé par cela, Kikeru invoque son meilleur monstre, Empereur du ballon, ce qui met Yuma en grande difficulté. Cependant, Yuma invoque son nouveau monstre XYZ, Muzurhythme génie de la gratte, et bat Kikeru (Striker), qui décide de faire de nouveau du foot et donne à Yuma son fragment de Cœur. |                                  | |                       |
| 28 | Les Petites Choses               | 工事現場デュエル！ 重機デッキを打ち破れ！！ Kōjigenba Dueru! Jūki Dekki wo Uchiyabure!!                          | 24 octobre 2011       |
| Cherchant de nouveaux adversaires sur un site de construction, Yuma et Kotori sont sauvés d'une poutre qui allait tomber sur eux par un garçon appelé Shobee Yuatsu (Cody) , qui défie Yuma en duel avec son deck Équipement de Construction. Alors que le bruit du monstre clé de Shobee Yuatsu (Cody), le Roi Doboku Zaku, empêche Yuma d'entendre les instructions d'Astral, celui-ci utilise la télépathie pour communiquer avec Yuma, lui apprenant comment même un minuscule boulon aide à garder en l'air de puissantes machines. Fort de ce conseil, Yuma arrive à utiliser ses monstres de bas niveaux pour mettre à terre Doboku Zaku, et remporte le duel, ainsi qu'un troisième morceau de cœur. |                                  | |                       |
| 29 | Un Cœur en Morceaux              | 鉄道デッキ発進！暴走決闘者アンナ Tetsubō Dekki Hasshin! Bakusō Duerisuto Anna                                    | 31 octobre 2011       |
| Yuma et Kotori se retrouvent à être poursuivis par Anna Kozuki (Kapobe), une fille qui, à ce qu'on prétend, a brutalisé Yuma dans son enfance car elle avait un coup de foudre pour lui. Après une interminable poursuite où Anna leur envoyait des lance-roquettes, Yuma la défie en duel. Cependant, elle déclare que si elle gagne, il sera à elle. Anna et son deck Chemin de Fer se trouvent être redoutables, si bien qu'elle arrive à invoquer un monstre Xyz de rang 10, Super cuirassé canon ferroviaire. Yuma invoque son nouveau monstre Xyz, TemTempo génie du tambour, et arrive à utiliser ses pièges pour retourner l'écrasante puissance de feu de Anna contre elle et à remporter la victoire. Après le duel, on apprend qu'Anna a confondu Yuma avec quelqu'un d'autre. |                                  | |                       |
| 30 | Tomate à toutes les sauces       | 遊馬最大の試練！ 死闘、野菜デスマッチ Yūma Saidai no Shiren! Shidō, Yassai Desumacchi                            | 7 novembre 2011       |
| Yuma rencontre Housaku Yasai (Tombo Tibity) , un fermier qui veut que Kotori (Tori) devienne l'image de marque de son parc d'attraction dédié à la tomates où tout porte sur les tomates, « Tomato-parc ». Yuma le défie dans un duel, que Housaku transforme avec « la règle du panier », dans lequel les joueurs doivent manger un légume à chaque fois qu'ils attaquent. Il se révèle que c'est une règle qui n'arrange pas Yuma car il déteste les tomates, et ainsi laisse plusieurs opportunités d'attaquer lui passer sous le nez. Grâce aux encouragements de Kotori et d'Astral, Yuma abandonne finalement et mange une tomate, et en vient même à les apprécier. Il remporte alors le duel avec son monstre Xyz, MeloMelodie génie de la trompette. |                                  | |                       |
| 31 | La Vie est une Fête - 1re partie | その名はチャーリー！史上最強の運を持つ男 Sono Mei wa Chari! Shijo Saikyo no Un wo Motsu Otoko                    | 14 novembre 2011      |
| Akari est contacté par un voleur appelé Charlie McCay, qu'elle avait déjà rencontré auparavant. Elle envoie Yuma le rencontrer, mais il rencontre Shark sur son chemin qui lui explique ses motivations d'être entré dans la grande fête mondiale du duel. Alors que Yuma rejoint Charlie, il apprend qu'il possède une carte Numéro, Numéro 7 : Ligne de la chance, aussi bien qu'une chance extraordinaire lors des lancers de dés. Alors que la police l'approche, Charlie utilise sa carte Numéro pour créer une tornade qui prend plusieurs cartes de personnes, dont une des cartes Numéro de Yuma, le Numéro 11 : Gros Œil et qui lui permet de s'échapper. Après en avoir appris plus sur Charlie grâce à Akari, Yuma arrive à l'affronter en duel sur un Monorail rapide. |                                  | |                       |
| 32 | La Vie est une Fête - 2e partie  | 無敵の強運！No.7 ラッキー・ストライプ Muteki no Kyōin! Numbāzu Nana Rakkī Sutoraipu                              | 21 novembre 2011      |
| Charlie utilise la chance, qui lui est accordée grâce à sa carte Numéro, pour augmenter ses points de vie jusqu'à des hauts niveaux, et invoque Ligne de la chance. Alors qu'il ne reste plus beaucoup de temps avant que le train ne se crashe, Akari informe Yuma que la chance de Charlie provient de sa carte. Alors que Charlie arrive à prendre le contrôle de Utopie, Yuma arrive à être un peu chanceux et à neutraliser le pouvoir de Ligne de la chance, ce qui enlève à Charlie le fait d'être extrêmement chanceux, et lui permet de remporter le duel grâce à Rayon Utopie. Alors que Akari aide à arrêter le train à temps, Charlie va voir sa nièce, May, qui doit passer une opération, et lui donne Ligne de la chance comme porte-bonheur. Puis, il fait ses adieux à Akari. |                                  | |                       |
| 33 | La Bataille Royale               | 地獄のタッグデュエル！悪魔のヒーローⅣ Jigoku no Taggu Dueru! Akuma no Hīrō Fō                                    | 28 novembre 2011      |
| Alors que le deuxième jour du tournoi débute, Tetsuo (Bronk) et Takeshi (Caswell) sont invités par Quattro à participer à une bataille Royale (duel à plusieurs, chacun pour soi) où tous les fragments de Cœur sont mis en jeu. Bien qu'il semble être un duelliste tout à fait normal, il révèle bientôt son véritable but : rassembler les Numéro. Il invoque alors son monstre préféré, Numéro 15 : Poupée Gadget - Tueur Géant, et utilise sa faculté qui est qu'en utilisant une unité de couverture, il peut détruire n'importe quel monstre xyz et donc l'utilise contre les monstres de Tetsuo et Takeshi et les bat. Alors que Yuma cherche à se venger de Quattro, Shark arrive sur la scène. |                                  | |                       |
| 34 | Duel sous les Eaux               | 決意の復讐 哀しき決闘者シャーク Ketsui no Fukushū Kanashiki Kettōmono Shāku                                      | 5 décembre 2011       |
| Alors que Shark était préparé à affronter Quattro, il est forcé à affronter à la place son frère, Trey, alors que Quattro part avec un Cœur complété. Alors que Kotori et Tetsuo amènent Takeshi à l'hôpital, Yuma et Astral restent pour observer le duel de Shark. Shark invoque le Lancier Rayon Sombre tandis que Trey invoque Numéro 32 : Requin Drakonien qui lui inflige de sérieux dommages. Alors que Shark prend le contrôle de Requin Drakonienen détruisant la carte maillon manquant, il est presque possédé par la puissance du Numéro, mais la surmonte en se souvenant des mots de Yuma. Trey invoque alors son monstre xyz, Chrononaute de cristal Chronomal, mais Shark a vu à travers les pièges de Trey et remporte le duel. |                                  | |                       |
| 35 | Le futur en images               | 衝撃のスクープ！小鳥の危険な未来 Shōgeki no Sukūpu! Kotori no Kiken-na Mirai!                                    | 12 décembre 2011      |
| Le patron de Akari l'envoie enquêter sur un photographe appelé Shuta Hayami (Caméron Clix) qui est, à ce qu'on prétend, capable de prendre des photos d'évènements futurs. Après avoir vu cela de ses propres yeux, Akari veut que Yuma aille à la recherche de Shuta . Dans le même temps, Kotori , agacée par le fait que Yuma se morfonde, rencontre Shuta (Cameron), qui est un de ses anciens amis. Il prend une photo d'elle avant qu'elle ne monte dans un dirigeable. Après cela, Yuma voit Shuta battre quelqu'un avec une carte Numéro. Alors que Yuma et Akari sont confrontés à Shuta, il montre une photo future de Kotori dans une situation dangereuse à bord du dirigeable, juste au moment où l'un de ses moteurs explose. Alors que Akari se précipite pour sauver Kotori et tous ceux qui sont montés sur le dirigeable, Yuma affronte Shuta Hayami en duel. Shuta prend alors une photo future qui prédit supposément la défaite de Yuma. |                                  | |                       |
| 36 | Les photos du destin             | 未来を切り開く力！希望皇ホープレイ Mirai wo Kiri Hiraku Chikara! Kibō Hōpu Rei                                   | 19 décembre 2011      |
| Alors que Yuma lutte difficilement dans son combat l'opposant à Shuta, un adversaire pouvant prédire tous ses mouvements, le deuxième moteur du dirigeable explose, mettant encore plus en péril Kotori, qui est choquée d'entendre parler du changement de personnalité de Cameron. Yuma décide de créer son propre futur et rejette la stratégie que Shuta avait planifiée pour lui. Shuta invoque sa carte Numéro, Numéro 25 : Force Focus, mais découvre bientôt que le changement des actions de Yuma par rapport à ce qu'il avait prédit, a affecté son futur annoncé. Après avoir annulé les effets de Force Focus, Yuma invoque Rayon Utopie et bat Cameron. Cependant, le dirigeable est encore sur le point de se crasher, mais miraculeusement Kaito arrive et permet au dirigeable de se poser de manière sure. Pendant ce temps, Shuta redevient comme avant. |                                  | |                       |
| 37 | La Clé du Succès - 1re partie    | ＷＤＣ失格!? ハートランドの刺客ドロワ＆ゴーシュ Daburu Di Shi Shikkaku!? Hātorando no Shikyaku Dorowa ando Gōshu | 26 décembre 2011      |
| Remarquant qu'il est à la traîne dans la grande fête mondiale du duel, Tokonosuke (Flip) essaie d'obtenir des fragments de Cœur en en échangeant contre des faux avec d'autres duellistes, mais il se fait alors attraper par les subordonnés de M. Heartland, Droit (Dextra) et Gauche (Nistro). Contrarié par le traitement infligé à Tokonosuke, Yuma les défie tous les deux dans un duel, mais risque d'être disqualifié s'il perd. Dans le même temps, Astral, qui est à l'intérieur de la Clé, rencontre le Numéro 96, qui a fait équipe avec les autres Numéros pour le combattre. Il lui dit que sa mission est de détruire l'espèce humaine. Cependant, Utopie arrive pour le défendre. |                                  | |                       |
| 38 | La Clé du Succès - 2e partie     | 希望をつなげ! ホープ剣マーズ・スラッシュ!! Kibō wo Tsunage! Hōpu Ken Māzu Surasshu!!                             | 9 janvier 2012        |
| Yuma arrive à survivre à l'attaque de Gauche (Nistro), mais il réalise qu'il ne peut pas invoquer ses Numéros en l'absence d'Astral. Ce-dernier demande à Utopie d'aller à la rescousse de Yuma, tandis que Numéro 96 cherche à le vaincre avec les autres Numéros. Alors que Yuma invoque Utopie, Droit invoque son monstre Xyz, le Papilloprévative photon, un monstre du même archétype (Photon) que les monstres de Kaito, l'amenant elle et Gauche à apprendre que Yuma connait Kaito ainsi que les Numéros. Nistro invoque également son monstre Photon, Riposteur Bounzer photon, réduisant les points de vie de Yuma à tout juste 100. Alors que Yuma cherche désespérément à trouver un moyen de revenir dans la partie, Kotori (Tori) et Tokonosuke (Flip) l'aident à retrouver confiance, ce qui à son tour aide Astral à se libérer des griffes du Numéro 96 qui vient alors aider Yuma. En rendant plus fort Utopie, ils arrivent à battre Droite (Dextra), mais Gauche (Nistro) prend le coup à sa place, ce qui permet à Yuma de remporter le duel. |                                  | |                       |
| 39 | Entre chat et chien              | 宿命の対決！キャットちゃんVSドッグちゃん Shukumei no Taiketsu! Kyatto-chan VS Doggu-chan                         | 16 janvier 2012       |
| Alors que Yuma et ses amis rencontrent Cathy, qui a deux fragments de Cœur, un groupe de chiens vole le Cœur de Yuma. Grâce aux facultés de Cathy à communiquer avec les chats, ils les poursuivent jusqu'à un entrepôt, où ils rencontrent un chien qui parle appelé Rosco qui est à la tête d'un groupe de chiens. Rosco défie Cathy dans un duel, dans lequel le destin des chats et des chiens sera décidé. Rosco invoque son monstre Xyz, Sumo le roi des chiens, mais Cathy arrive à survivre à son attaque et invoque la Magicienne Chat. On apprend alors que la voix derrière Rosco est celle d'une jeune fille appelée Pip, qui s'était cachée à l'intérieur du tonneau de Rosco car elle avait peur des autres, et qu'elle voulait aussi jouer aux Duels de Monstres. Cathy convainc Pip de continuer le duel. Quand elle pense qu'elle ne peut pas s'en sortir, Yuma et les autres l'encourage à se battre jusqu'à la fin. Cela lui permet de retourner la situation pour remporter le duel. Peu après, Pip rend le Cœur de Yuma tandis que Cathy donne à Pip ses fragments de Cœur. |                                  | |                       |
| 40 | Le remède magique                | ハートランドから来訪者 ハルト Haatorando kara Raihousha Haruto                                                   | 23 janvier 2012       |
| Quand Haruto (Hart) remarque ce qu'endure Kaito (Kite) pour son bien, il se libère de ses chaînes et descend sur la ville d'Heartland, où il est trouvé par Yuma et Kotori . Ils découvrent bientôt qu'en plus de posséder des mystérieux pouvoirs, Haruto est aussi capable de communiquer avec Astral. Yuma prend Haruto chez lui, où il semble trouver une amitié avec Astral. Plus tard pendant la nuit, Hart s'enfuit à la recherche de Kaito , et Yuma et Kotori i le suivent jusqu'à une centrale éolienne. Gauche (Nistro) et Droite (Dextra) arrivent pour essayer de récupérer Haruto (Hart), mais Haruto utilise ses pouvoirs pour s'échapper. Ils arrivent au sommet d'une éolienne, mais Haruto ne peut pas trouver ce qu'il recherchait et devient alors fou furieux. Astral lit alors dans les souvenirs d'Haruto. Il y apprend qu'Haruto a été protégé par Kaito jusqu'à ce que M. Heartland le capture. En utilisant cela, Yuma arrive à calmer Haruto. Cependant, un autre servant de Tron (Vétrix), Quinton, arrive et prend le contrôle de Haruto. Avant de partir avec Quinton, ce-dernier révèle que sa mission est de détruire Astralworld.                                                                |                                  | |                       |
| 41 | Mystérieuse disparition          | 消えたハルト！新たなる敵トロン Kieta Haruto! Aratanaru Teki: Toron                                               | 30 janvier 2012       |
| Après que Quinton est parti avec Haruto, Yuma et Kotori quittent la centrale éolienne, mais sur la route, ils tombent sur Gauche (Nistrol) et Droite (Dextra). Gauche maltraitent Yuma, car ils croient que Yuma a enlevé Haruto . Kaito arrive du ciel pour voir ce qui se passe, et finalement Gauche et Droite laissent Yuma tranquille. Kaito explique à Yuma que Haruto est malade, et Yuma cherche à l'aider. Kaito le laisse faire, et cherche Haruto dans le ciel tandis que Yuma le cherche sur terre. Tandis qu'Astral pense que M. Heartland a un rôle majeur dans le mystère qui entoure Haruto. Quinton et Haruto se trouvent dans un château, où Tron (Vétrix) fait un rituel avec Haruto pour lui voler ses pouvoirs et son âme. Ce dernier souffre énormément. Astral et Kaito entendant tour à tour les cris de Haruto. Yuma et Kaito décident d'aller à l'endroit cité par Haruto: un château (qui en fait un musée) entouré d'un lac. En y arrivant, Kaito ne voulait pas laisser Yuma entrer, mais ce dernier insista, et ils finirent par entrer tous les deux. À l'intérieur du château de Tron, Quattro et Trey les accueillent et les provoquent en duel par équipe.                                      |                                  | |                       |
| 42 | Duel pour sauver Hart            | 遊馬とカイト 魂のタッグ・デュエル Yuuma to Kaito Tamashī no Taggu Dyueru                                         | 6 février 2012        |
| Alors que le Duel en équipe commence, Kaito montre peu de bonne volonté à travailler avec Yuma, qui apprend de Quattro que Kaito rassemble des Numéros pour guérir la maladie de Haruto. Trey invoque son monstre Numéro, Numéro 33 : Machu Mech Chronomal tandis que Yuma invoque Utopie. Cependant, Quattro invoque alors Numéro 15 : Poupée Gadget - Tueur Géant pour détruire Utopie, mais Yuma arrive à protéger Kaito de cette attaque. Quattro tourmente alors Kaito en lui montrant la torture de Haruto, l'amenant à invoquer Dragon Photon aux Yeux Galactiques, mais il tombe dans un piège tendu par Trey, affaiblissant son dragon afin d'infliger d'énorme dommages à Kaito. |                                  | |                       |
| 43 | L’éveil du dragon                | 奇跡のオーバーレイ！超銀河眼の光子龍 Kiseki no Oobaarei! Neo Garakushii Aizu Foton Doragon                       | 13 février 2012       |
| Yuma continue à protéger Kaito des attaques de Trey et Quattro en sacrifiant ses propres points de vie, bien que celui-ci joue de façon personnelle. Les deux frères attaquent le Dragon Photon aux Yeux Galactique, dont l'attaque est réduite à zéro, sans relâche et Kaito ne survit qu'avec peu de points de vie. Yuma se débarrasse enfin du Numéro 15 : Poupée Gadget - Tueur Géant de Quattro grâce à Rayon Utopie, mais ce dernier en profite pour invoquer un monstre plus puissant encore, Numéro 40 : Poupée Gadget - Des Cordes, qui menace de détruire tous les monstres de Yuma et de Kaito au tour suivant et de leur infliger des dommages fatals. Yuma réduit une nouvelle fois ses points de vie pour empêcher Kaito de perdre. À ce moment, Haruto, souhaitant protéger son frère, se libère du rituel de Tron et transfère ses pouvoirs à Kaito, qui invoque un nouveau monstre Xyz, Néo-Dragon Photon aux Yeux Galactiques. Disposant d'un puissant effet, ce nouveau monstre détruit les Numéros de Trey et Quattro, leur faisant perdre du même coup le duel. |                                  | |                       |
| 44 | Le retour du vieux maître        | 運命の分かれ道！デュエルを捨てた遊馬！ Unmei no Wakaremichi! Dyueru wo Suteta Yuuma!                             | 20 février 2012       |
| Ayant vaincu Trey et Quattro, Kaito et Astral tentent de prendre les Numéros de leurs adversaires, mais sans succès puisque leur talisman les protège. Quinton apparaît alors pour rendre Haruto qui est encore dans le coma et annonce à Yuma que son père est toujours en vie dans Astralworld, puis la famille de Tron s'enfuit, et tout le monde rentre chez soi. Yuma est en proie à un dilemme depuis qu'il connaît les raisons de la chasse aux Numéros de Kaito : il ne sait plus s'il doit continuer à collecter les Numéros pour restaurer les souvenirs d'Astral et connaître où se trouve Kazuma ou s'il doit aider à soigner la maladie d'Haruto. Il finit par s'enfuir de chez lui pour partir à la recherche de son père. Il est intercepté par sa famille et son maître Rokou qui défie Yuma en duel afin de lui rappeler son amour pour le duel. Il explique à Yuma qu'il ne se sert de son père que comme d'une excuse pour fuir. Il lui apprend que le Dr. Faker contrôle ce tournoi à travers M. Heartland et lui parle de la relation qu'ils ont avec Kazuma. Pendant ce temps, Tron (Vétrix) commence à expérimenter le pouvoir qu'il a acquis grâce à Haruto.                                              |                                  | |                       |
| 45 | La chasse aux fragments          | 遅れてきた強敵！ロビンVSゴーシ Okuretekita Kyouteki! Robin VS Gooshu                                             | 27 février 2012       |
| Le troisième jour des qualifications de la grande fête mondiale du duel commence. Gauche et Droite ont décidé de rejoindre le tournoi afin de rechercher eux aussi les Numéros. Ils finissent par être attiré par une foule de fan, qui observait le duel de Fuya Okudaira/Esper Robin (Nelson/Sparot) . Gauche défie Esper Robins en duel dans le but d'obtenir des fragments de Cœur. Yuma arrive lorsque le duel touche à sa fin, alors que Fuya invoque son monstre Xyz de rang 10 Destructeur Galactique super-dimensionnel, qui possède 5000 points d'attaque. Cependant, Gauche retourne la situation en invoquant la carte maîtresse de son nouveau deck, le Champion Héroïque - Excalibur, et parvient à surpasser la puissance du destructeur galactique et à vaincre Esper Robins (Sparot) . Il avoue à Yuma ne pas être déçu de sa défaite et même s'être amusé, avant de repartir pour tenter d'obtenir des fragments de Cœur. |                                  | |                       |
| 46 | Le secret de Yuma                | 家族のために…優しき復讐者・Ⅲ！！ Kazoku no Tame ni... Yasashiki Fukushuusha Surī!!                               | 5 mars 2012           |
| À la recherche d'un adversaire, Yuma rencontre plusieurs duellistes qui ont été sévèrement battus par Shark. Yuma défie Shark après avoir constaté que ce dernier mettait toute son énergie dans le but d'exercer sa vengeance. Cependant, Yuma ne cherche pas à vaincre Shark mais plutôt à l'aider à surmonter la haine dans son cœur causée par le fragment du Numéro, et ceci afin que de lui rappeler qu'un duel est censé être amusant. En voyant cela, Shark annule le duel, les ténèbres chassées de son cœur. En rentrant chez lui, Yuma tombe sur Trey, qui a observé le duel de Yuma, intéressé par la façon dont il livrait ses duels. Il décide de passer la journée chez la famille Tsukumo, et voyant Yuma se disputer avec sa sœur, Trey se remémore des années passées et heureuses avec sa famille, avant qu'ils ne commencent à se venger contre le Docteur Faker. Triste à cause de ses souvenirs, Trey s'enfuit de chez les Tsukumo en plein repas, et en réaffirmant sa loyauté envers sa famille, donne rendez-vous à Yuma pour un duel. |                                  | |                       |
| 47 | Les frontières du ciel           | 遊馬が棄権!? 奪われた「かっとビング！ Yuuma ga Kiken!? Ubawareta "Kattobingu"!                                   | 12 mars 2012          |
| Trey, à qui Tron a donné un pouvoir étrange qui lui permet de remarquer la présence d'Astral, affronte Yuma. Trey invoque son Numéro 33 : Machu Mech Chronomal, de même que son montre clé Golem Aztèque Masqué Chronomal, mais Astral aide Yuma à se défendre contre ses attaques. Furieux des tentatives de Yuma de vouloir l'aider, Trey utilise le pouvoir que Tron lui a donné sur Yuma, l'amenant à agir comme s'il ne connaissait plus 'Ressentir les flux' et devenant effrayé à l'idée même de continuer le duel, incapable de voir Astral ou même sa Clé. Trey va alors utiliser son pouvoir pour enchaîner Astral à une tour, le rendant incapable d'aider Yuma. Trey en vient alors à rire frénétiquement sur le désespoir de Yuma. |                                  | |                       |
| 48 | Astral disparait                 | アストラル、死す…!? Asutoraru, Shisu...!?                                                                        | 19 mars 2012          |
| Alors que Yuma devient trop effrayé pour affronter Trey, il se retrouve en danger de perdre le duel. Avant que la dernière attaque ne puisse lui être portée, Astral utilise ses pouvoirs pour faire revenir des souvenirs de Yuma afin qu'il puisse se défendre, amenant Trey à supposément tuer Astral. Alors que les amis de Yuma tente d'aider Yuma à lui faire retrouver sa mémoire, Trey utilise également son pouvoir contre eux. C'est alors que la silhouette de Kazuma à l'intérieur de la Clé de Yuma arrive à briser les pouvoirs de Trey et à lui faire retrouver sa mémoire. Après avoir appris la mort d'Astral, Yuma se souvient du conseil qu'il lui a donné et détruit Machu Mech avec Utopie, mais Trey invoque un nouveau monstre Numéro, Numéro 6: Atlandis Chronomal. |                                  | |                       |
| 49 | Le dernier fragment              | 激闘の果て！ホープレイVSアトランタル Gekitou no Hate! Hoopurei VS Atorantaru                                     | 26 mars 2012          |
| Yuma invoque Rayon Utopie, mais Trey arrive à stopper son attaque. C'est alors que Trey commence à sentir les effets secondaires de l'utilisation d'Atlandis Chronomal avec le pouvoir de Tron et il active une carte piège - « Ultime Prophétie » - qui les fera perdre tous les deux lors de son prochain tour. Cependant, l'ultime Prophétie commence également à détruire où il se trouve actuellement dans le monde réel, sans que Trey ne puisse l'arrêter. Yuma mentionne alors qu'ils peuvent être capables de sauver tout le monde en utilisant le pouvoir de Zexal. Trey lui permet alors d'utiliser pour cela son propre pouvoir, malgré le fait que ce soit dangereux. Il l'utilise alors et vient à bout de la malédiction et peut alors ressusciter Astral. Alors qu'Atlandis absorbe Trey, Yuma et Astral combinent pour se retrouver sous leur forme Zexal, invoquent ZW - Arc Phoenix pour augmenter le pouvoir du Rayon Utopie et parviennent à remporter le duel. Alors que le monde revient à la normale, Trey demande à Yuma de l'aider à restaurer sa famille. Il laisse derrière lui ses Numéros et le dernier fragment de Cœur dont a besoin Yuma avant de retourner chez Tron et de tomber dans le coma. |                                  | |                       |

### Saison 3
| No | Titre de l’épisode en français     | Titre original de l’épisode | Date de 1re diffusion |
| --- | ---------------------------------- | --- | --------------------- |
| 50 | L'Invité Surprise                  | 波乱の前夜祭！姿を現した悪魔の決闘者・トロン Haran no Enyasa ! Sugata o Arawashita Akuma no Kettōmono Toron                                | 9 avril 2012          |
| Yuma et ses amis, de même que les autres finalistes, sont invités à un événement spécial de la grande fête mondiale du duel. Yuma a des ennuis pour rentrer car il a oublié son invitation, mais est finalement autorisé par Gauche (Nistro). Pendant l'évènement, de nombreuses conversations ont lieu entre les finalistes, ce qui inclut Kaito, Shark, Quattro, Quinton, Gauche (Nistro) et Droite (Dextra). Alors que la fête suit son cours, le discours de Mr. Heartland est interrompu par l'arrivée de Tron (Vétrix), qui lui dit qu'il va le détruire. Il jette ensuite un coup d'œil à Yuma et Astral avant de disparaître. La fête reprend son cours, mais elle devient un véritable chaos quand celui dont Tokonosuke (Flip) a pris les vêtements pour s'infiltrer à la fête revient à sa poursuite. Après la fête, Yuma a une brève conversation avec Kaito tandis que Quinton engage un groupe de duellistes connu comme les Fall Guys pour cibler Yuma. |                                    | |                       |
| 51 | Duel sur les Montagnes Russes      | 行くぜ決勝大会！デュエル・コースターでGO！ Ikuza Kesshō Taikai! Dyueru Kōsutā de GO!                                                       | 16 avril 2012         |
| Le jour de la phase finale de la grande fête mondiale du duel est arrivé et les finalistes vont s'affronter dans un duel « Montagnes Russes » lors la phase à élimination directe. Cependant, Yuma a oublié chez lui les fragments de Cœur requis pour démarrer la voiture du Duel « Montagnes Russes ». Kotori (Tori) et les autres arrivent à amener les fragments de Cœur à Yuma, mais Kotori trébuche et se retrouve à devoir accompagner Yuma dans la voiture de Duel. Alors que les autres duellistes progressent, Yuma est défié dans un duel 3 vs 1 contre les Fallguys. |                                    | |                       |
| 52 | Furie sur les Montagnes Russes     | デュエル・コースターVS爆走列車!! Dyueru Kōsutā VS Bakusō Ressha!!                                                                          | 23 avril 2012         |
| Alors que Yuma se défend des attaques combinées des Fallguys, Anna apparaît et le rejoint dans son combat. Alors que Anna se retrouve bientôt elle-même en danger, Gauche (Nistro) apparaît aussi sur la scène pour leur venir en aide, mettant hors jeu un des Fallguys. Yuma fait alors une invocation Xyz avec son monstre et les monstres de Anna et de Gauche pour invoquer l’Acquéreur de compétences À Un Œil, qui bat un autre Fallguys. Alors que le leader, Wolf, attaque désespérément Yuma, Anna intercepte l'attaque et est mise hors jeu, ce qui permet à Yuma d'éliminer Wolf avant qu'il ne le heurte. |                                    | |                       |
| 53 | La Tanière du Dragon               | 運命のレール 罠カードで運試し!? Unmei no Rēru Torappu Kādo de Undameshi!?                                                                  | 30 avril 2012         |
| Alors que les duellistes arrivent dans la section souterraine du Duel Coaster, Gauche défie Quinton et Droite essaie d'obtenir autant de points de vie que possible afin d'affronter Tron tandis que Yuma finit par perdre encore plus de points de vie après être étourdiment tombé dans des pièges. Alors que Quinton se prépare à vaincre Gauche, Yuma, qui avait réussi à regagner des points de vie grâce au piège Les Chemins de la Destinée, intervient pour protéger Gauche avant de l'amener sur la même carte piège afin qu'il puisse également essayer de regagner des points de vie. Alors que le nombre de duellistes restant tombe à huit, Droite et Tron finissent par s'affronter sur le terrain spécial de la grande fête du duel : le Terrain Jungle. |                                    | |                       |
| 54 | Duel dans la Jungle                | トロンVSドロワ 死蝶の誘い！命懸けのジャングルフィールド Toron VS Dorowa Shichō no Izanai! Inochigake no Janguru Fīrudo                     | 7 mai 2012            |
| Droite, qui veut protéger Kaito, commence un duel contre Tron (Vetrix) dans lequel elle semble avoir l'avantage du terrain. De plus, elle avait augmenté ses points de vie avant le duel. Elle invoque rapidement son monstre Xyz, Papilloprévative Photon, et met en place un puissant combo de magies, bloquant totalement les attaques de Tron. Elle se rappelle le temps où, Kaito, Gauche et elle participaient à un dangereux entrainement pour Mr. Heartland et où finalement elle tomba amoureuse de Kaito, jusqu'à vouloir le protéger comme il protège son petit frère Haruto. C'est alors que, par accident, Yuma et Kotori arrivent pour assister au duel. Tron invoque sa carte Numéro 8 : Roi Héraldique Héritage de Génome, en utilisant ses facultés pour retourner le combo de Droite contre elle avant d'utiliser ses pouvoirs sur elle pour lui faire perdre sa volonté de se battre. Yuma arrive à ramener Droite à elle, ce qui lui permet d'invoquer Alexandra, la Reine de Photon afin de tenter de terminer ce duel par une égalité, mais Tron arrive à annuler son attaque et à la battre. Avant de s'enfuir, il vole à Droite tous les souvenirs qu'elle a de Kaito, la laissant dans un état de choc. Enfin, Tron dit à Yuma qu'il sera prêt à l'affronter. Ce-dernier est en tout cas déterminé à lui régler son compte pour ce qu'il a fait. |                                    | |                       |
| 55 | Le Portail du Chaos                | ギャラクシー・アイズ封印!? 宇宙級ナンバーズあらわる！ Gyarakushīaizu Fūin!? Uchū-kyū Nanbāzu Arawaru!                                      | 14 mai 2012           |
| Orbital 7 essaie de rejoindre Kaito mais tombe sur le coaster de Yuma et Kotori. Il les amène alors sur un Terrain de l'Espace où Kaito et V (dont le vrai nom est en fait Chris) s'affrontent en duel. Quinton invoque son Numéro 9 : Sphère Dyson, mais Kaito est incapable de le voir ou de l'attaquer. C'est alors que Quinton révèle comment son père - Byron Arclight - a rejoint le Dr. Faker. On apprend que ce-dernier est le père de Kaito. Après quoi, on voit un flashback d'il y a 5 ans où le Dr. Faker cherche « la porte des mondes parallèles », aidé par Byron Arclight, Quinton et Kazuma. Ce-dernier leur révèle qu'il n'y a pas que 21 emplacements où se produisent des évènements étranges, mais plutôt 23. Ils se rendent alors à l'endroit où est censé se trouver la porte. Faker trahit alors Byron et Kazuma et leur dit que leurs âmes vont être sacrifiées afin d'activer la porte. Ils tombent alors dans un autre monde. Byron a alors erré en nourrissant des sentiments de vengeance et il est finalement revenu avec un corps plus petit et un caractère différent : il était devenu Tron. Quand le duel reprend, Kaito invoque le Dragon Photon aux Yeux Galactiques et arrive à déterminer combien de points d'attaque le Numéro a. Quinton révèle alors la vraie forme de la Sphère Dyson.                                          |                                    | |                       |
| 56 | Chaos cosmique                     | 宇宙大決戦！ネオ・ギャラクシーアイズの逆襲 Uchū Daisakusen! Neo Gyarakushīaizu no Gyakushū                                                 | 21 mai 2012           |
| Quinton explique comment il a rencontré Kaito, après que Byron a disparu. Il lui avait appris à jouer à Duel de Monstres et donc sait beaucoup de choses sur la façon dont il joue. De retour au duel, V arrive à détruire le Dragon Photon aux Yeux Galactiques et à réduire les points de vie de Kaito à 100. Ne voulant pas abandonner, Kaito réussit à tirer une carte magique que lui avait donnée son père, lui permettant d'invoquer le Néo-Dragon Photon aux Yeux Galactiques et de remporter le duel. Après l'affrontement, Quinton demande à Kaito de l'aider à sauver son père avant de lui laisser sa carte Numéro. Quinton disparaît alors pour rejoindre Trey, puis tombe dans les pommes à ses côtés. |                                    | |                       |
| 57 | L'ouragan de la colère             | シャーク撃沈！悪夢のファンサービス Shāku Gekichin! Akumu no Fansābisu                                                                      | 28 mai 2012           |
| Yuma et Kotori arrivent sur le Terrain de Magma où Shark et Quattro ont commencé leur duel. Shark invoque son Porte-Submersibles Aéro Requin tandis que Quattro le bat avec son Numéro 15 : Poupée Gadget - Tueur Géant. C'est alors que Shark invoque la carte Numéro qu'il a reçu de Trey, Numéro 32 : Requin Drakonien, et bat le Tueur Géant. Tron apparaît alors et révèle que son plan, qui incluait le fait que Quattro piège Shark en blessant sa sœur, consistait à plonger le cœur de Shark dans les ténèbres afin qu'il puisse être utilisé pour se venger du Dr. Faker. N'acceptant pas de ne pas être choisi pour ce rôle, Quattro invoque Numéro 40 : Poupée Gadget : Cordes du Paradis, et l'utilise pour attaquer de manière répétée Shark tandis que Yuma reste impuissant. |                                    | |                       |
| 58 | Le Requin du Chaos                 | シャーク覚醒！新たなるカオス・ナンバーズあらわる Shāku Kakusei! Aratanaru Kaosu Nanbāzu Arawaru                                            | 4 juin 2012           |
| Tandis que Shark devient faible à cause des attaques de Quattro, le Requin Drakonien essaie encore une fois de le contrôler, mais Shark continue de le rejeter. Ignoré par Tron, Quattro sacrifie ses Cordes du Paradis afin de pouvoir invoquer un nouveau montre, le Numéro 88 : Poupée Gadget - Lion de la Destinée, qui lui garantira la victoire une fois que ses matériels d'Xyz seront épuisés. Cependant, Tron amène Shark à s'abandonner aux ténèbres du Numéro, obtenant le pouvoir de faire évoluer le Requin Drakonien en Numéro C32 : Requin Drakonien Veiss et de battre Quattro. Après le duel, Quattro explique comment une carte qu'il a reçu de Tron a fini par blesser la sœur de Shark, mais il avait réussi à sauver sa vie. Il s'excuse alors de ses actions avant de partir. |                                    | |                       |
| 59 | Le Véritable Yuma                  | 激戦！遊馬VSゴーシュ これがオレのデュエル魂 Gekisen! Yūma VS Gōshu Kore ga Ore no Dyueru Tamashī                                           | 11 juin 2012          |
| Yuma arrive finalement au Terrain du Canyon Dangereux pour affronter Nistro bien que, après tous les pièges qu'il s'est pris sur la route, il ne lui reste que 100 points de vie. Il n'est pas aidé non plus par l'effet du Canyon Dangereux qui inflige des dommages aux joueurs lorsqu'un monstre est invoqué ou qu'on attaque. Cependant, Nistro active un piège qui restaure les points de vie de Yuma afin qu'il puisse avoir un duel juste avec lui. L'affrontement commence alors, avec Yuma qui invoque son Cowboy Gagaga et Nistro, ennuyé par le fait que Yuma joue de manière défensive, qui invoque son Champion Héroïque Kusanagi. Réalisant qu'il n'est pas en train de jouer comme il devrait, Yuma décide de devenir plus sérieux et bientôt le duel culmine lors d'un affrontement entre Utopie et Champion Héroïque Excalibur qui se conclut par la victoire de Yuma. Après le duel, Nistro donne à Yuma sa carte d'Excalibur afin qu'il l'utilise lors de sa demi-finale. |                                    | |                       |
| 60 | Les aventuriers du deck perdu      | 決戦への序章 新たなる敵Dr.フェイカー Kessen-he no Jyoshou Aratanaru Teki Dokutā Feikā                                                      | 18 juin 2012          |
| Alors que Yuma se réjouit d'avoir atteint la phase finale, il réalise qu'il a égaré son deck à Heartland City (le centre de la ville de Heartland, où l'accès est restreint par des murs). Alors que Yuma, Tori et Bronk arrivent à s'y infiltrer via la voie qu'empruntent les déchets, Tron arrive à capturer Shark et utilise ses pouvoirs pour lui faire un lavage de cerveau. Alors qu'ils atteignent la Tour d'Heartland, Astral informe Yuma que Hart est quelque part dans le bâtiment. Une alarme s'enclenche alors, et un robot de la sécurité leur bloque la route en les défiant dans un duel où on invoque des monstres Xyz en appuyant sur des cases à numéro. Tori et Bronk l'affrontent tandis que Yuma et Astral continue d'avancer. Quand Yuma et Astral vont voir Hart, qui reste encore inconscient de sa rencontre avec Vétrix, Hart les amène dans le monde de son esprit, leur demandant d'aider Kite. C'est alors que le Dr. Faker apparaît, et révèle qu'il a l'intention de réunir les Numéros afin d'obtenir le pouvoir de diriger le monde. Ce pouvoir lui sera donné s'il détruit le monde Astral, à la suite d'un accord avec Bariaworld. Yuma tombe alors dans un trou, tout comme Tori et Bronk, et arrive à y retrouver son deck. On apprend alors que, lors des demi-finales, Yuma devra affronter Shark.                               |                                    | |                       |
| 61 | Le Duel du destin - 1re partie     | 消えかけた絆！遊馬VSシャーク、宿命の決闘！！ Kiekaketa Kizuna! Yūma VS Shāku, Shukumei no Dyueru!!                                         | 25 juin 2012          |
| La demi-finale qui oppose Yuma à Shark commence et, déjà, Yuma se dit que quelque chose ne va pas avec Shark car il n'essaie même pas de se défendre de ses attaques. C'est alors que Shark commence à se tordre de douleur, douleur causée par le fait que Tron le manipule. Son but est qu'il se retourne contre le Dr. Faker et Yuma, en lui faisant croire qu'ils sont responsables de ce qui est arrivé à sa sœur. Rapidement, Shark porte la marque du pouvoir de Tron et lance une contre-attaque féroce contre Yuma avant d'invoquer Numéro 32 : Requin Drakonien. |                                    | |                       |
| 62 | Le Duel du destin - 2e partie      | 蘇れシャーク！絆に懸けた「かっとビング！」 Yomigaere Shāku! Kizuna ni Kaketa "Kattobingu!"                                                 | 2 juillet 2012        |
| Alors que Yuma arrive à survivre à l'attaque du Requin Drakonien, Yuma essaie d'amener Shark à se souvenir des duels qu'ils ont eu ensemble sans succès. Shark invoque alors le Requin Drakonien Veiss, tandis que Yuma arrive à peine à survivre à son attaque. Yuma invoque alors Utopie et utilise un piège pour prendre le contrôle du Requin Drakonien Veiss, libérant Shark de son influence pour se charger lui-même des ténèbres. Tron pousse Shark à utiliser un piège qui lui permettrait de gagner et de libérer Yuma de sa souffrance. Shark peut aussi essayer de récupérer son Numéro du Chaos mais dans ce cas, celui-ci pourra reprendre le contrôle de son esprit. Cette situation amène Yuma à décider s'il veut sauver Shark ou Astral. Entendant les mots d'amitié de Yuma, Shark active une carte magique qui retire le Requin Drakonien Veiss du jeu et qui lui inflige des dommages, sauvant Yuma et le rendant vainqueur. |                                    | |                       |
| 63 | Pour l'amour de Hart               | 恐るべき闇の策略！暴かれたトロンの正体!?」 Osorubeki Yami no Sakuryaku! Abakareta Toron no Shoutai!?                                       | 9 juillet 2012        |
| Alors que le match entre Kaito et Tron commence, Yuma décide de les rejoindre sur la plateforme pour mieux voir. Kaito invoque instantanément le Dragon Photon aux Yeux Galactiques, mais bientôt il commence à ressentir les effets de l'utilisation prolongée de sa Transformation Photonique. Alors que Tron révèle que son seul but est de se venger du Dr. Faker, Kaito invoque le Numéro 9 : Sphère Dyson qu'il a reçu de Quinton, et utilise ses matériels d'Xyz pour renforcer son Dragon Photon aux Yeux Galactiques afin d'attaquer directement, mais Tron arrive à y survivre. Tron retire alors son masque, révélant le visage d'Haruto. Il déclare être lié à Hart à la suite de l'absorption de ses pouvoirs, lui permettant de le faire souffrir. Alors que Yuma et Orbital 7 décident de se diriger vers la chambre d'Haruto, Tron invoque le Numéro 8 : Roi Héraldique Héritage de Génome, et utilise sa faculté pour détruire la Sphère Dyson. |                                    | |                       |
| 64 | Le Destin de deux frères           | ネオギャラクシーアイズ咆哮！闇を砕く兄弟の絆！ Neo Gyarakushīaizu Hōkō! Yami wo Kudaku Kyōdai no Kizuna!                                   | 16 juillet 2012       |
| Alors que Tron continue à tourmenter Kaito, Yuma et Astral arrivent à pénétrer dans la chambre de Haruto et à entrer encore une fois dans le monde de son esprit, où ils découvrent qu'il a été envahi par une énergie ténébreuse contrôlée par une partie de la conscience de Tron En utilisant le pouvoir d'Utopie, Yuma arrive à anéantir la présence de Tron, détruisant le lien qui lie Tron à Haruto. Kaito invoque alors son Néo-Dragon Photon aux Yeux Galactiques et parvient à détruire le Roi Héraldique Héritage de Génome, mais Tron parvient à survivre à cette attaque. Tron révèle alors sa véritable carte clé, Numéro 69 : Emblème Héraldique, qui nécessite beaucoup d'énergie pour être contrôlé. Cette énergie est la rage et la colère des gens, et c'est la raison pour laquelle il s'est efforcé de rendre tout le monde coléreux, comme Droite, Shark et même ses propres fils. Il utilise le pouvoir du Numéro pour voler les facultés du Néo-Dragon Photon aux Yeux Galactiques et arrive à battre Kaito. Alors que Tron se prépare à attaquer de nouveau, le pouvoir de Haruto parvient à protéger Kaito. Tron est déclaré vainqueur et récupère tous les Numéros de Kaito ainsi que son âme. |                                    | |                       |
| 65 | La sphère de la peur - 1re partie  | ナンバーズ総力戦！遊馬VSトロン！驚異の超異空間デュエル！ Nanbāzu Sōryokusen! Yuma VS Toron! Kyōi no Chōikūkan Dyueru!                      | 23 juillet 2012       |
| Le match final entre Yuma et Vétrix commence, et il a lieu dans un Terrain Sphère conçu par le Dr. Faker, qui leur permet d'invoquer librement et aléatoirement des Numéros. De plus, si un monstre Xyz invoqué par cet effet n'a plus de matériels d'Xyz, il est détruit. Tron explique que la marque qu'il a apposé sur Trey, Quattro et Quinton leur ont permis d'obtenir du pouvoir, mais qu'en échange de quoi, s'il venaient à perdre, leurs âmes seraient consumées. Il laisse entendre également que Kazuma a envoyé Astral dans ce monde comme moyen de se venger sur le monde, mais Yuma préfère croire en Astral. Alors que le duel progresse, Tron invoque le Numéro 8 : Roi Héraldique Héritage de Génome, le Numéro 10 : Illumiknight et le Numéro 30 : Golem Acide de Destruction qu'il a récupéré de Kaito, tandis que Yuma invoque Utopie, le Dragon Léviathan et le Numéro 34 : Terreur-Byte. |                                    | |                       |
| 66 | La sphère de la peur - 2e partie   | 戦慄のデュエル！立ち上がれ絆の英雄ゼアル!!! Senritsu no Dyueru! Tachiagare Kizuna no Hīrō Zearu!                                           | 30 juillet 2012       |
| En utilisant ses Numéros, Yuma arrive à battre les trois Numéros de Tron. Cependant, ce-dernier invoque son Numéro 69 : Emblème Héraldique et retire son masque, révélant sa vraie nature. Amenant Tron à se rappeler sa famille, Yuma et Astral effectuent une Transformation ZEXAL, et invoque le Numéro C39 : Rayon Utopie avant de l'équiper avec une nouvelle ZW - Lame Foudroyante. |                                    | |                       |
| 67 | La sphère de la peur - 3e partie   | 勝利を信じて！ファイナル・シャイニング・ドロー！ Shōri wo Shinjite! Fainaru Shainingu Dorō!                                                | 13 août 2012          |
| Alors que Yuma se retrouve à 50 points de vie, il regagne son énergie après avoir mangé du riz de Duel que Kotori lui a donné, ce qu'Astral a aussi l'opportunité de goûter grâce au lien ZEXAL. Il invoque alors ZW - Porteur de Tornade, mais Tron pose un piège qui lui permettra de gagner à la fin du tour de Yuma. Cependant, Yuma arrive à invoquer ses ZW (Lame Foudroyante et Porteur de Tornade) sur le terrain afin de les utiliser pour réaliser une invocation Xyz de ZW - Armes de Leo, permettant à Utopie de détruire Emblème Héraldique, battant Tron et lui faisant remporter la grande fête mondiale du duel . À ce moment-là, Faker révèle le vrai but du Terrain Sphère qui est de voler tous les Numéros de Yuma et de Tron. Alors qu'un vortex menace d'absorber à la fois Yuma et Tron, ce-dernier arrive à comprendre les mots d'amitié de Yuma et libère toutes les âmes qu'il avait volé avant de tomber volontairement dans le vortex. Yuma est alors amené devant Faker. |                                    | |                       |
| 68 | L'ultime combat                    | 崩壊への序曲 スフィア・フィールド砲の脅威！ Hōkai e no Jokyoku - Sufia Fīrudo Hō no Kyōi!                                                  | 20 août 2012          |
| Faker révèle qu'il a l'intention d'utiliser Haruto afin de lancer le Terrain Sphère avec Yuma à l'intérieur, en utilisant le pouvoir des Numéros pour détruire le monde Astral. Alors que la Tour d'Heartland s'effondre, Kotori s'y précipite et aperçoit Kaito sous les décombres, et arrive à le libérer avec l'aide de Shark. Désirant sauver à la fois Yuma et Haruto, Shark, Kaito et Kotori joignent leurs forces et se dirigent vers Yuma. Bientôt, ils affrontent M. Heartland qui bloquent leur chemin. Il leur envoie des vagues interminables de robots poubelles pour tenter de les faire tomber vers Astralworld. Cependant, Orbital arrive à faire dysfonctionner le système d'alimentation énergétique, ce qui arrête les robots et retarde le lancement du canon, même si lui-même se retrouve hors service. Astral se sépare alors de Yuma et l'aide à s'échapper du Terrain Sphère, en lui laissant Utopie et Requin Drakonien. Quand Faker apparaît en personne, Yuma, Shark et Kaito s'unissent pour l'affronter dans un duel final. |                                    | |                       |
| 69 | Unis pour la victoire - 1re partie | 集いし三勇士、 未来を賭けたラストデュエル！ Tsudoishi San Yūshi, Mirai wo Kaketa Rasuto Dyueru!                                            | 27 août 2012          |
| Alors que Faker révèle sa vraie forme de cyborg, il invoque le puissant Numéro 53 : Heart-EartH. Yuma arrive à invoquer Utopie et à infliger quelques dommages, mais l'effet de Cœur Terrestre amène Yuma à également subir des dommages. Shark, tourmenté par une blessure reçue lors du combat avec les robots, invoque Requin Drakonien, et inflige des dommages même s'il en reçoit aussi. Kaito invoque alors Dragon Photon aux Yeux Galactiques, mais commence à ressentir les effets secondaire de sa Transformation Photonique. Il arrive malgré tout, à surmonter les dommages par effets de Cœur Terrestre et parvient à le détruire. Cependant, Faker évite la défaite et invoque une nouvelle force, Numéro 92 : Dragon Cœur Terrestre. |                                    | |                       |
| 70 | Unis pour la victoire - 2e partie  | 戦慄の最凶龍現る！偽骸神龍ハートアース・ドラゴン Senritsu no Saikyouryū Arawaru! Gigaishinryū Hātoāsu Doragon                              | 3 septembre 2012      |
| Après avoir difficilement réussi à survivre à l'attaque du Dragon Heart-EartH, Yuma invoque Rayon Utopie et arrive à infliger des dommages à Faker, mais il se retrouve retiré du jeu par l'effet du Dragon Heart-EartH. Shark invoque alors Requin Drakonien Veiss, mais Faker arrive à gagner des points de vie grâce à son attaque. Avant de souffrir de nouveau de ses blessures, Shark arrive à tirer profit de la faculté du Dragon Heart-EartH pour donner à Kaito ce dont il a besoin pour invoquer le Néo-Dragon Photon aux Yeux Galactiques. Kaito arrive à détruire le Dragon Heart-EartH et à infliger de gros dommages à Faker. Ce-dernier révèle alors qu'afin de guérir Haruto, BarianWorld lui avait demandé de détruire le Astralworld, et que tout ce qu'il avait fait jusqu'à maintenant était dans le but de sauver Haruto. Entendant cela, Kaito décide de faire équipe avec Yuma et Shark afin de s'occuper de Barianworld et du sauvetage de Haruto. C'est alors qu'un être maléfique appelé Vector possède Faker et ressuscite le Dragon Heart-EartH. |                                    | |                       |
| 71 | Comprendre pour pardonner          | 奇跡のかっとビング！未来を切り開けゼアル!! Kiseki no Kattobingu! Mirai o Kirihirake, Zearu!!                                               | 10 septembre 2012     |
| Kaito arrive à se défendre de l'attaque de Vector, mais à la fois lui et Shark continuent à souffrir de leurs blessures. Quand Hart remarque la douleur endurée par Kaito et Yuma, il active son pouvoir et affaiblit le Terrain Sphère, permettant à Yuma de retrouver Astral et d'utilise Zexal. En invoquant ZW - Bouclier Ultime, Yuma ramène les monstres retirés du jeu de ses partenaires sur le terrain et augmente la puissance de Rayon Utopie, lui permettant de détruire le Dragon Heart-EartH et de battre Vector, ce qui le fait sortir du corps du Dr. Faker. Alors que l'endroit commence à s'auto-détruire et que Faker tombe dans un trou menant vers Astralworld, Kaito confie Haruto à Orbital 7 , qui s’échappe avec Kotori, Haruto et Shark. Kaito descend vers Faker pour essayer de le sauver, ils tombent mais Yuma les sauve. Ils se retrouvent alors face à Tron, qui utilise ses derniers pouvoirs pour a mener tout le monde en lieu sûr. Ayant obtenu le droit à n'importe quel souhait grâce à sa victoire lors de la grande fête mondiale du duel, Yuma décide d'avoir un duel face à Kaito pour finalement pouvoir régler ses comptes. |                                    | |                       |
| 72 | Yuma contre Kite - 1re partie      | 雌雄決する時！！遊馬VSカイト、WDCもう一つの決勝戦！ Shiyūkessuru Toki!! Yūma Bāsasu Kaito, Wārudo Dyueru Kānibaru Mō Hitotsu no Kesshōsen! | 17 septembre 2012     |
| Alors que le duel entre Yuma et Kaito commence, il est révélé que Kotori, Shark et Kaito peuvent voir la présence d'Astral. Kaito invoque immédiatement son Dragon Photon aux Yeux Galactiques, que Yuma arrive à détruire en utilisant Utopie. Sentant qu'il a perdu sa raison de se battre, Kaito se prépare à abandonner le duel, mais Astral lui explique le véritable objectif de Yuma quand il fait des duels : se faire des amis. Entendant cela, ainsi que les encouragements de Yuma, Kaito reprend le duel. |                                    | |                       |
| 73 | Yuma contre Kite - 2e partie       | 幻の大激突！！ダブル希望皇VSダブル銀河眼！！ Maboroshi no Daigekitotsu!! Daburu Hōpu Bāsasu Daburu Gyarakushī Aizu!!                       | 24 septembre 2012     |
| Kaito invoque le monstre Xyz : Paladynamo, Seigneur des étoiles et arrive à détruire Utopie, mais Yuma arrive à le battre avec le Champion Héroïque Excalibur qu'il a reçu de Gauche. Kaito réinvoque alors le Dragon Photon aux Yeux Galactiques, tandis que Yuma invoque Rayon Utopie, mais Kaito arrive à survivre à l'attaque en utilisant la carte magique de Yuma contre lui. Kaito invoque alors Néo-Dragon Photon aux Yeux Galactiques, qui s'auto-détruit avec Rayon Utopie. Yuma active une carte magique pour ressusciter Utopie et Rayon Utopie, mais Kaito arrive à utiliser la même carte magique pour ressusciter Dragon Photon aux Yeux Galactiques et Néo-Dragon Photon aux Yeux Galactiques afin de remporter le duel. Après avoir juré de battre à nouveau Kaito, Yuma fait une sieste bien méritée. Dans le même temps, dans Barianworld, de nouveaux ennemis complotent contre Yuma et Astral. |                                    | |                       |

## Yu-Gi-Oh! Zexal II

### Saison 1 (Saison 4 en VF)
| No | Titre de l’épisode en français                | Titre original de l’épisode | Date de 1re diffusion |
| --- | --------------------------------------------- | --- | --------------------- |
| 74 | Le Pouvoir de l'Ombre - 1re partie            | バリアン襲来!驚愕のカオス・エクシーズ・チェンジ!! Barian Shūrai! Kyōgaku no Kaosu Ekushīzu Chenji!!                            | 7 octobre 2012        |
| Dans le Monde Barian, les guerriers de Barian décident d'agir pour récupérer les Numéros. Dumon envoie donc Girag pour les récupérer lui-même. Pendant ce temps, sur terre, Yuma fait un rêve prémonitoire avant de revenir parmi le cours. À la sortie du collège, Yuma remarque que Shark rend visite à sa sœur qui est à l'hôpital. À ce moment là, Un portail vers le Monde Barian est créé. Yuma, Shark, Kite et Rio (la sœur de Shark) ont pu sentir cette énergie négative grâce à leur pouvoir. C'est à ce moment là que Girag apparait face à un gang de motard et les utilise pour récupérer les Numéros. Le chef du gang appelé Fender se rend au collège pour défier Yuma. Mais il a laissé Astral entre les mains de Tori. Le duel vient de commencer et Yuma perd des points de vie dès le premier tour de Fender. Astral ressent lui aussi une douleur à chaque fois que Yuma perd des points de vie. Il réussit à invoquer Utopie miraculeusement et revient au score. Mais Fender sort son arme secrète durant son tour : il s'agit d'une nouvelle carte « Force de Barian Magie-Rang-Plus » qui transforme les monstres Xyz en monstre CXyz. C'est alors qu'apparaît le monstre CXyz Djinn Machine Blindée Engeneral. L'autre effet de la carte magie de Barian est d'absorber les unités d'un monstre xyz et lui faire perdre 300 points d'attaque par unité, ce qui met Yuma en mauvaise posture. |                                               | |                       |
| 75 | Le Pouvoir de l'Ombre - 2e partie             | 揃え勝利の方程式 打ち砕けカオス・エクシーズ Soroe Shōri no Hōteishiki Uchikudake Kaosu Ekushīzu                                | 14 octobre 2012       |
| Alors que Yuma se retrouve dans une position délicate, il apprend de Fender que son gang se trouve aux alentours de la ville et viendront se regrouper ici pour les envahir. Lorsque le monstre de Fender parvient à détruire Utopie alors que c'est un numéro, l'un des autres effets de la carte Force de Barian permet à un CXyz de détruire les numéros. Quand il active l'effet de son CXyz, il ne reste plus que 500 points de vie à Yuma. Pendant ce temps, à l’hôpital, Astral est entré en contact avec Tori pour lui dire de retrouver Yuma. C'est ainsi qu'elle se met en route. Sur le chemin des Motards, Shark et Kite les affronte en duel pour les empêcher de nuire. Malheureusement, pour Yuma, le duel ne semble pas gagné d'avance, car son adversaire anticipe tous ses mouvements. Tori est enfin arrivé au collège et donne la clé dorée à Yuma. Astral réapparait et le duel reprend. Alors qu'il ne leur reste plus que 100 points de vie, Yuma et Astral font revenir Utopie et le remplace par Rayon Utopie. Yuma finit par battre Fender avec Impact du numéro. Fender se met à rire une fois le duel terminé pour lui rappeler son Gang mais Shark et Kite les ont battus et Orbital 7 intervient pour le mettre hors d'état de nuire. Alors que tout le monde se réjouit, quelqu'un les observe. |                                               | |                       |
| 76 | Cours particulier                             | よかれと思ってただいま参上! 真月零と申します Yokare to Omotte Tadaima Sanjō! Shingetsu Rei to Mōshimasu                        | 21 octobre 2012       |
| Le lendemain, Yuma arrive de nouveau en retard avec un nouvel élève nommé Ray. L'après-midi, après les cours, un duelliste professionnel, Devon Knox, rend visite aux élèves. Une fois le duel à un contre cinq terminé par une victoire de Devon, il se rend dans le vestiaire. Il ne se doute pas que Girag lui avait tendu un piège pour l'utiliser contre Yuma. Alors que Ray cherche Devon Knox pour Yuma, il le trouve et ce dernier le défie en duel. Il fait une défaite spectaculaire et affronte Yuma ensuite. Ce dernier a réussi à invoquer le Numéro 34 Terreur-Byte. Devon Knox, quant à lui, invoque un CXyz : Dieu Instructeur Ardent, Entraineur Ultime. Puis, il utilise l'autre effet de Force de Barian pour prendre les unités de Terreur-Byte et le battre. Une fois le tour de Devon terminé, il ne reste plus que 100 points de vie à Yuma et finit par retourner la situation en invoquant Rayon Utopie et gagne le duel. Alors que Yuma se sent blessé, Ray l'emmène à l'infirmerie. |                                               | |                       |
| 77 | Un Duel en règle                              | デュエルの乱れは校則違反!? 出撃！ 特命風紀コマンダー Dyueru no Midare ha Kousoku Ihan!? Shutsugeki! Tokumei Fūki Komandā       | 28 octobre 2012       |
| C'est le jour de l'élection du nouveau délégué de classe et c'est Yuma qui gagne. Ce dernier n'était pas très enthousiasme mais le devient ensuite. Dernière la fenêtre, le Président du conseil des élèves, Carlyle n'est pas très content que Yuma soit devenu délégué parce qu'il connait la personnalité de Yuma. Mais ce dernier, ainsi que les autres élèves membres du conseil ont été envoûtés par Girag avec la carte Force de Barian. Un autre jour, le président engage Caswell comme commandant disciplinaire spécial pour punir tous ceux qui enfreignent le règlement de l'école. Durant quelques jours, Yuma et ses amis en ont assez de ces règles stupides et demandent au conseil d'arrêter. Carlyle le défie en duel mais le règlement de l'école s'applique aussi dans le duel. Le match vient à peine de commencer que Yuma a perdu son monstre invoqué. Carlyle a l'avantage des règles car aucun de ses monstres enfreignent les règles. En un tour, il met les points de vie de Yuma à 1300. Alors que c'est son tour, Yuma s'est encore fait avoir par le règlement et arrive à contrer ce coup. Yuma a montré à Caswell les véritables raisons de lui-même et décide arrêter aussi bien d'être commandeur que les règles du duel. Carlyle invoque donc le monstre CXyz Saimon Le haut prêtre disciplinaire. À la fin du tour de Carlyle, Yuma remet la situation en place avec l'effet de Fille Gagaga et Utopie. Le jour suivant, Yuma donne sa place de délégué à Caswell. Girag, ne sachant plus où se cacher, se réfugie dans une salle d'étude et trouve un nouvel acolyte. |                                               | |                       |
| 78 | La princesse endormie                         | シャーク激昂!! 捕らわれた妹を救え！ Shāku Gekkō!! Torawareta Imōto wo Sukue!                                                   | 4 novembre 2012       |
| À la fin de la journée, Yuma et ses amis rencontrent Art Stanley, le président du club de recherche de manga dont il n'y a qu'un seul membre. Sachant, qu'il est le champion de la grande fête du duel, il prend Yuma comme personnage principal de son manga. Art Stanley croise aussi Shark et lui avoue qu'il fait aussi partie de son manga comme personnage. Alors que la situation tourne à la catastrophe, Shark perd l'un de ses anneaux à son doigt, le ramasse et s'en va. Il retrouve sa sœur à l'hôpital toujours inconsciente. Le lendemain, après les cours, Yuma, Tori et Ray rendent visite à Rio mais Shark leur dit qu'elle est introuvable. Art Stanley intervient et lui demande un duel. Shark finit par accepter et c'est parti. Dès son premier tour, Art invoque le monstre Héros de Comics Roi Arthur. Pendant le combat, Art dit à Shark que s'il le bat en duel, le monde dans lequel se trouve Rio disparaîtra et elle avec. Shark invoque ensuite Numéro 32 Requin Drakonien mais Art avait prévu son coup et renverse la situation. Durant le combat, grâce à l'effet de Épée Miraculeuse Géante, il invoque CXyz Héros de Comics Arthur La légende et bat Requin Drakonien. Shark croyant qu'il perdra parvient à libérer sa sœur. Cette dernière a recouvré la vue. Shark reprend le duel et invoque Numéro C32 : Requin Drakonien Veiss pour battre le CXyz. Shark ramène Rio. Le lendemain, Shark devient pour Art le personnage principal et Yuma devient un personnage de seconde zone dans le manga. |                                               | |                       |
| 79 | Les fleurs du Duel                            | 氷結乱舞!! 氷の女王 神代璃緒 Hyōketsu Ranbu! Kōri no Jyoō Kamishiro Rio                                                        | 11 novembre 2012      |
| Après tant de temps passé à l'hôpital, Rio, la sœur de Shark revient au collège. Girag s'étant trouvé un nouvel acolyte demande à un club d'arrangement floral de récupérer non seulement les numéros de Yuma mais aussi ceux de Shark. De plus, il demande de s'occuper de sa sœur. Après les cours, Rio, Yuma et ses amis se rendent à ce club dont les disciples leur ont demandé de venir. Là-bas, avec ses pouvoirs de Barian, Lotus hypnotise les amis de Yuma. Rio, n'étant pas affecté par ce sortilège la défie en duel. Dès le premier tour, elle perd 1500 points de vie, mais revient à égalité après. À son tour suivant, Lotus invoque CXyz Fleur furieuse croiseur de combat Taoyame. Il ne reste plus que 200 points à Rio pour remporter ce duel et elle triomphe avec son monstre Xyz Zerofyne, Bête des Glaces. Sur le chemin, Yuma et ses amis croisent un chat dont Rio à peur. Elle se rend compte qu'elle a encore besoin de l'aide des autres. |                                               | |                       |
| 80 | Un nouvel adversaire                          | 猛攻タイマンバトル!! 遊馬 VS 不屈の闘士アリト Mōkō Taiman Batoru!! Yūma vs Fukutsu no Tōshi Arito                              | 18 novembre 2012      |
| Dans le Monde Barian, ne pouvant pas réussir à récupérer les numéros, Dumon envoie Alito sur la terre pour les récupérer lui-même. Alito arrive à l'endroit où Girag se réfugie depuis le début, au vieux gymnase du collège. Traînant dans les couloirs, Alito rencontre Tori dont il tombe amoureux. Le soir, dans un bar-bistro, en compagnie de Girag, il demande comment faire pour Tori, la soi-disant Ange. Toute la journée, il essaye de l’impressionner mais n'y parvient pas à cause de Yuma. Le lendemain, sur le toit d'un immeuble, Alito défie Yuma en duel. Ne pouvant pas invoquer les CXyz, Alito invoque Boxeur Indomptable Entraîneur. Pendant le duel, Yuma est contré par toutes les cartes contre-piège d'Alito mais parvient à gagner en jouant Croisement xyz dont l'effet est de tirer une carte monstre, une carte comptant sur la chance. Tori et Ray, les ayant retrouvés, finissent par être amis. |                                               | |                       |
| 81 | La coupe de l'amitié                          | 小鳥がカオスエクシーズ・チェンジ!? 波乱のスポーツデュエル大会 Kotori ga Kaosu Ekushīzu Chenji!? Haran no Supōtsu Dyueru Taikai | 25 novembre 2012      |
| Dans le club d'enquête sur le mystère des cartes numéros, une dispute éclate concernant la mascotte. Tout le monde se bat pour la déterminer et cela se termine en une guerre froide. Plus personne ne s'adresse la parole. Girag propose alors une solution à ce problème : organiser un tournoi de duel sportif. Girag lui dit aussi que si c'est lui qui arrive en finale contre son adversaire, il devrait perdre volontairement pour renforcer plus les sentiments des autres. Tout cela n'était en fait qu'un moyen pour récupérer les numéros, car au moment de la finale, Girag contrôle Tori et Cathy par la carte Force de Barian. Shark n'étant pas présent à ce moment (c'est un tag duel), Girag le remplace par erreur et Yuma est bien décidé à perdre. Au moment où Tori fait appel à CXyz Fée pom pom girl des ténèbres, Yuma décide maintenant de gagner ce duel avec l'aide de Girag. Ayant gagné, la mascotte n'étant pas désignée, Tori et Cathy lui courent après. |                                               | |                       |
| 82 | La désolation du Champ de Sphère - 1re partie | 孤高のバリアン騎士 銀河眼使いミザエル現る Kokō no Barian Naito Gyarakushī Aizu Tsukai Mizaeru Arawaru                          | 9 décembre 2012       |
| Dans la Clé Dorée, Astral cherche parmi les souvenirs des Numéros comment récupérer les 50 Numéros manquants. Pendant ce temps, dans le Monde Barian, Mizar part sur la terre avec des cubes sphériques de Barian qui permettent de créer un terrain sphère (voir épisode 65). Avant de partir, il enferme une sorte de dragon dans une carte. Yuma se réveille le matin en sursaut à la suite d'un cauchemar. Toute la journée, Yuma n'était pas avec ses amis et n'a rien dit. Dans sa chambre avec ses cartes, il essaye de trouver une stratégie pour contrer les CXyz de Barian. Pendant un week-end, Yuma et Tori se rendent au sanctuaire du duel où seul Kazé les attend car Roku est parti pendant un temps. Le soir même, Kazé donne à Yuma deux cartes qui ne sont en fait que des cartes manquantes de son deck du sanctuaire. Après une baignade à la rivière, Yuma et Tori sont surpris par Mizar qui le défie en duel. Après le tour de Yuma, Mizar invoque le Numéro 107 : Dragon Tachyon aux Yeux Galactiques, le dragon dont Yuma a rêvé la nuit dernière. Astral est très surpris de voir une telle carte devant lui. |                                               | |                       |
| 83 | La désolation du Champ de Sphère - 2e partie  | 超弩級次元竜!! 銀河眼の時空竜 Chōdokyūjigenryū!! Gyarakushī Aizu Takion Doragon                                                | 16 décembre 2012      |
| À la suite de l'attaque du « Numéro 107 : Dragon Tachyon Aux Yeux Galactiques », Yuma se retrouve à bout de forces et n'arrive plus à se battre. Lorsque Kite aperçoit le dragon de Mizar, il décide de prendre la suite du duel. Alors que Kite commence le duel, il invoque dès son premier tour le « Dragon Photon aux Yeux Galactiques ». La résonance des deux dragons provoque d'énormes fissures dans le sol. Ensuite, Mizar réussit à détruire le "Dragon Photon aux Yeux Galactiques" et attaque directement Kite, ramenant ses points de vie à 500 grâce à l'effet du « Spectre Photon » du cimetière de Kite. Kite invoque alors "Néo Dragon Photon aux Yeux Galactiques" en augmentant son attaque à 5000 et réduit de moitié les points de vie de Mizar. Mizar ramène son Numéro 107 grâce à la « Résurrection de Monstre » puis active le pouvoir de Barian pour révéler la vraie forme de Mizar. Il active ensuite « Force de Barian Magie-Rang-Plus » pour invoquer le monstre CXyz « Numéro C107: Néo Dragon Tachyon aux Yeux Galactiques ». L'apparition de ce monstre provoque alors un très grand pic d'énergie obligeant Mizar à annuler le duel. Alors que le Terrain Sphère de Barian disparaît, Yuma tombe et Shark le rattrape mais tombent tous les deux de la falaise. |                                               | |                       |
| 84 | Vaincre ses peurs                             | 蘇れ!!遊馬VSシャーク復活の決闘 Yomigaere!! Yūma VS Shāku Fukkatsu no Dyueru                                                    | 23 décembre 2012      |
| À la suite de leur chute, Yuma et Shark se retrouvent à l'hôpital. Voyant que Yuma reste dépressif, il décide de le provoquer en duel pour qu'il puisse reprendre confiance en lui. Dès son premier tour, Shark invoque le Monstre Xyz "Porte-Submersibles Aéro Requin" et le monstre Xyz "Lancier Rayon Sombre" faisant tomber les points de vie de Yuma à 1100. Yuma ayant toujours peur de se battre, préfère se créer une défense indestructible au lieu de se battre. Shark invoque alors le "Requin Forteresse" et augmente la puissance d'attaque du "Lancier Rayon Sombre" puis lance ses attaques les unes après les autres. Yuma évite la défaite de justesse grâce à la capacité du "Gardna Gagaga" mais voit toutefois ses points de vie s'effondrer à peine 100. Yuma se rend compte alors qu'il est prêt à tout pour protéger Astral. Astral l'entend et vient aider Yuma dans le duel. Avec le retour d'Astral, Yuma invoque le "Champion Héroïque - Excalibur" et augmente son attaque à 8000 et lui permet ainsi de remporter le duel. |                                               | |                       |
| 85 | Contre-offensive - 1re partie                 | 疾風迅雷のカウンターバトル！決意の闘士アリト Shippū Jinrai no Kauntā Batoru! Ketsui no Tōshi Arito                             | 6 janvier 2013        |
| Après une discussion avec Girag, Alito décide d'affronter lui-même Yuma et Astral. Quand Yuma et Ray se rendent à l'école, ils sont bloqués par de nombreux duellistes contrôlés par Girag grâce au pouvoir de Barian. Ils sont très vite aidés par Shark, Rio et Tori mais alors que Yuma se retrouve sur le point de perdre, Alito s'interpose puis provoque Yuma et Astral en duel dans un Terrain Sphère de Barian. Dès son premier tour, Alito invoque son fameux « Boxeur Indomptable Enchaîneur » avec 2200 points d'attaque. Yuma remarque alors qu'Alito adopte la même stratégie qu'il avait utilisé lors de leur premier duel et décide d'en faire de même en invoquant « Numéro 39 : Utopie » mais Alito réussit à annuler ses effets. Alito parvient à déjouer la stratégie de Yuma et lui fait perdre 1000 points de vie. Yuma fait ensuite revenir Utopie du cimetière et augmente ses points d'attaque à 5000 réduisant alors les points de vie d'Alito à 2800. Alors qu'Astral assiste à cela, il ressent une douleur très étrange. |                                               | |                       |
| 86 | Contre-offensive - 2e partie                  | 唸れ！カオス・ナンバーズ 遊馬に向けたファイナルブロー Unare! Kaosu Nanbāzu: Yūma ni Muketa Fainaru Burō                        | 13 janvier 2013       |
| Alors qu'Astral constate que le Terrain Sphère de Barian a un effet sur lui, Alito invoque le « Numéro 105 : Boxeur Indomptable Etoile Cestus » avec 2500 points d'attaque puis attaque « Numéro 39 : Utopie ». Grâce à la capacité du Numéro 105, Alito retourne les dégâts qu'il devait subir sur Yuma réduisant les points de vie de ce dernier à 500. Yuma et Astral fusionnent alors pour former Zexal puis invoquent « Numéro C39 : Rayon Utopie ». Les Numéros C39 et 105 s'affrontent alors et s'autodétruisent. Zexal réinvoque ensuite Rayon Utopie et Alito ressuscite le Numéro 105 avec la même carte qu'a utilisé Zexal. Alito révèle à son tour sa véritable forme et active « Force de Barian Magie-Rang-Plus » et invoque le monstre CXyz « Numéro C105 : Boxeur Indomptable Comète Cestus » et attaque Rayon Utopie réduisant les points de vie de Zexal à 200. Zexal utilise sa « Pioche de Lumière » pour équiper « ZW - Serres D'Aigles » à Rayon Utopie pour faire passer son attaque à 4500 et de gagner le duel. Alors qu'Astral essaie de s'emparer du Numéro d'Alito, il se rend compte qu'il ne peut pas puis perd son énergie et s’effondre. |                                               | |                       |
| 87 | Double duel - 1re partie                      | ギラグ猛襲！炸裂、秘孔死爆無惚 Giragu Mōshū! Sakuretsu, Hikō Shibaku Bukotsu                                                   | 20 janvier 2013       |
| Après avoir su que c'est Ray qui a blessé Alito, Girag provoque Yuma et Ray en duel dans le Terrain Sphère de Barian. Girag révèle alors sa véritable forme dès le début du duel. À son premier tour, Girag invoque la « Main de Feu » qui s'accroche directement à lui. Lors du premier tour de Ray, Astral se rend compte qu'il sera difficile de gagner car Ray commet des erreurs de débutant car il a invoqué un monstre en mode attaque avec zéro point d'attaque. Pour protéger Ray, Yuma invoque alors « Numéro 39 : Utopie ». Pour répondre à l'invocation d'Utopie, Girag invoque le « Numéro 106 : Main Géante » et attaque Ray. Yuma s'interpose en le protégeant avec Utopie mais Girag le contre avec l'effet du Numéro 106 détruisant le monstre de Ray et réduit de moitié ses points de vie. Alors qu'il essaye de convaincre Yuma d'arrêter de protéger Ray car c'est trop dangereux, Astral ressent une énorme douleur et perd connaissance. |                                               | |                       |
| 88 | Double duel - 2e partie                       | Vの鼓動 超新生ホープレイV!! Bui no Kodō: Chōshinsei Hōpurei Bui!!                                                              | 27 janvier 2013       |
| Astral n'ayant plus de forces, s'effondre et retourne dans la Clé Dorée puis Yuma donne cette dernière à Tori et décide de continuer le duel sans Astral. Yuma attaque le « Numéro 106 : Main Géante » avec « Numéro 39 : Utopie » mais il est détruit à cause de l'effet du Numéro 106 et réduit les points de vie de Yuma à 900. Grâce à sa carte « Force de Barian Magie-Rang-Plus », Girag invoque le monstre CXyz « Numéro C106 : Main Géante Rouge » avec 2600 points d'attaque. Ray décide à son tour de protéger Yuma de l'attaque de Girag et voit ses points de vie réduit au seuil critique de 100. Pour en finir, Girag active la carte magique de Terrain " Erosion de la Main Forestière" qui fera perdre à Yuma et Ray tous leurs points de vie et leur laissant plus qu'un seul tour pour gagner. Après cela, Yuma évite de justesse la défaite de Ray en sacrifiant la moitié de ses points de vie, lui en laissant plus que 450. Pour le remercier, Ray fait revenir Utopie sur le terrain de Yuma et lui donne la carte « Force de Barian Restreinte Magie-Rang-Plus ». Yuma active alors cette carte pour invoquer le monstre CXyz « Numéro C39 : Rayon Utopie V » et permet à Yuma et Ray de remporter le duel. Ray révèle ensuite à Yuma qu'il n'est autre que le gardien de Barian et que sa mission est de protéger Yuma et Astral. |                                               | |                       |
| 89 | La part d'Ombre                               | 共闘ダークアストラル 影の巨人への挑戦！！ Kyōtō Dāku Asutoraru Kage no Kyojin-e no Chōsen!!                                    | 3 février 2013        |
| Etant inquiet pour Astral, Yuma amène sa Clé Dorée à l'infirmerie. Pendant ce temps, à l'intérieur de la Clé Dorée, Astral se retrouve face au Guerrier de la Porte puis Yuma est aussitôt transporté dans la Clé Dorée pour faire un duel test avec Astral face au Guerrier de la Porte. Dès son premier tour, le Guerrier invoque le "Néant Informe, le Roi Fictif" ainsi que la carte magique de Terrain « Monde Superposé » qui fera perdre 500 points de vie aux joueurs à la fin de chaque tour s'ils n'ont pas de monstre Xyz sur leur terrain. Pour éviter cet effet, Yuma invoque les « Numéro 61 : Volcasaure » et « Numéro 6 : Atlandis Chronomal » puis réduit de moitié les points de vie du Guerrier grâce au « Numéro 6 : Atlandis Chronomal ». Le Guerrier de la Porte active alors la capacité spéciale du « Néant Informe, le Roi Fictif » qui lui permet de gagner un nombre de points d'attaque égal à la somme des points d'attaque des monstres Xyz de Yuma, totalisant alors 5100 points. Le Guerrier en profite pour attaquer et détruire le « Numéro 6 : Atlandis Chronomal » et réduire les points de vie de Yuma à 1000. Le Numéro 96 débarque alors pour convaincre Astral d'utiliser son pouvoir pour remporter le duel. À ce moment là, le Guerrier active à nouveau la capacité de son monstre augmentant ses points d'attaque à 7600 puis détruit « Numéro 61 : Volcasaure » et réduit les points de vie de Yuma à 500 avec l'effet de la magie de Terrain. Astral libère alors le "Numéro 96 : Brume Sombre" sans l'accord de Yuma puis l'invoque et utilise ses effets pour gagner le duel. Yuma et Astral sont ensuite transportés dans une autre dimension et Astral se souvient alors de la Carte Divine, la carte qui a créé tous les mondes : Le Code Numeron. Alors que Yuma et Astral quittent la Clé Dorée, le Numéro 96 s'échappe et disparaît. |                                               | |                       |
| 90 | Les robots aussi peuvent aimer                | オボミ奪還作戦！？恋スルオイラハ無敵デアリマス Obomi Dakkan Sakusen!? Koisuru oira wa Muteki de Arimasu                        | 10 février 2013       |
| Orbital, en train de faire un travail pour Kite, tombe devant un film d'amour et se fait renverser par Lillybot puis tombe amoureux d'elle. Il voit alors un message par terre où il est écrit « Aidez-moi ». Il décide de la suivre et voit qu'elle habite chez Yuma. Orbital pense aussitôt qu'il la maltraite et provoque Yuma en duel. Orbital commence avec sa carte magique de terrain « Parc de Robot » et invoque le monstre Xyz « Gros Dragon aux Yeux Poubelles » avec 3000 points d'attaque. Dès son premier tour, Yuma fait perdre des points de vie à Orbital grâce à la capacité de l'« Archer Achacha » et invoque par la même occasion « Muzurhythm, le Génie de la Gratte » puis active son effet pour doubler son attaque et détruit le monstre d'Orbital. Orbital fait ensuite revenir son « Gros Dragon aux Yeux Poubelles » et augmente son attaque à 5000 grâce à sa capacité. En attaquant, Orbital détruit « Muzurhythm, le Génie de la Gratte » et réduit presque à néant les points de vie de Yuma. Pour se rattraper, Yuma invoque les monstres Xyz « Temtempo, le Génie du Tambour » et « Melomelody, le Génie de la Trompette » puis ressuscite « Muzurhythm, le Génie de la Gratte » et anéantit les derniers points de vie d'Orbital avec ses trois monstres. Quand Tori constate qu'Orbital est amoureux de Lillybot, elle se moque d'abord de lui mais lui conseille d'être d'abord son ami. |                                               | |                       |
| 91 | Duel fraternel                                | シャークvs璃緒 100戦目の喧嘩デュエル!! Shāku bāsasu Rio: Hyakku-senme no Kenka Dyueru!!                                        | 17 février 2013       |
| Bronk, amoureux de Rio, décide de provoquer Shark en duel à condition de sortir avec elle s'il gagne. Shark refuse le duel car il estime que seuls ceux qui sont au niveau de Yuma peuvent le faire. La rumeur circule alors dans toute l'école. Rio provoque donc son frère en duel pour régler cette histoire. Dès le premier tour, Shark invoque le monstre Xyz « Porte-Submersibles Aéro Requin » et active son effet de réduction des points de vie mais Rio réussit à le contrer. Shark active ensuite la carte magique de Terrain « Porte Aquatique » qui permet à Shark d'annuler un nombre d'attaque de Rio égal au nombre de cartes magiques et pièges qu'il a sur son terrain. Pour répliquer, Rio invoque le monstre Xyz « Zérofyne Bête des glaces » et active son effet pour annuler l'effet de terrain de Shark puis fait perdre 1000 points de vie à Shark. Shark riposte en ressuscitant trois monstres pour invoquer le monstre Xyz « Lancier Rayon Sombre » et augmente son attaque à 4000 et réduit de moitié les points de vie de Rio. Voyant que Rio se décourage, il la provoque pour qu'elle continue de se battre et grâce à l'encouragement que lui a donné Bronk, elle décide de continuer. Rio invoque alors le monstre Xyz « Ryoto Harpya, la Princesse de Glace » et anéantit la quasi-totalité des points de vie de Shark. Cependant, Shark retourne la situation et gagne le duel. Après le duel, Shark avoue à Rio que ce qu'il a dit à Bronk concernait uniquement le duel. Rio remarque donc que c'est Caswell et Flip qui ont répandu cette histoire et décide de s'occuper d'eux. |                                               | |                       |
| 92 | Duel mixte - 1re partie                       | 激戦カップルデュエル ｢アンナ奴｣と俺がタッグ!? Gekisen Kappuru Dyueru "Anna Yatsu" to Ore ga Taggu!?                            | 24 février 2013       |
| Lors du mariage de sa grande sœur avec Mayday Walker, un duelliste professionnel, Anna reçoit une carte magie appelée « Amour Dévoué » qui lui serait utile un jour dit sa sœur Brook. Un jour de fête, Anna se rend au collège de Yuma pour lui demander des nouvelles. Ray lui apprend que Brook et Mayday les duellistes professionnels participent à un tournoi organisé par l'école où seuls les élèves peuvent y participer, ce qui contrarie Anna. Alors, elle emprunte la tenue de Tori et oblige Yuma à faire équipe avec elle. Avant le tournoi, Brook entre en contact avec Girag qui lui montre la carte « Force de Barian Magie-Rang-Plus » se dissipant et la fait revenir à la normale. En sortant victorieux de trois duels, Yuma et Anna font leur apparition. Anna défie les pros et si elle gagne, elle demande à Brook de ne pas arrêter les duels. La partie commence mal, car les deux pros ont invoqué deux monstres de niveau 10 et un monstre Xyz après. Le monstre fétiche de Anna « Le Cuirassé canon Ferroviaire » qui fait descendre les points de vie des deux pros à 3000 mais son monstre est détruit par « La Forteresse Volante de l'Amour Gangardia » puis attaque Yuma directement. |                                               | |                       |
| 93 | Duel mixte - 2e partie                        | 献身的な愛 遊馬に託したラストドロー!! Kenshinteki Ai: Yūma ni Takuta Rasuto Dorō!!                                             | 3 mars 2013           |
| Yuma a réussi à résister à l'attaque directe de « Gangardia » en utilisant la carte piège « Quasi-continuité » sur « Gangardia ». Lors de son tour, en invoquant « Tireur Gandlet », Yuma se dispute avec Anna, ce qui contrarie Brook. Yuma n'ayant pas pu infliger de dégâts durant son tour, Anna lui emprunte son monstre pour invoquer le sien et reprendre l'avantage. Dans sa tête, Brook se dit qu'elle ne reconnait plus sa sœur et se remémore des événements passés. Lors de son tour, elle pioche la Force de Barian et se retrouve contrôlée par Barian. Elle invoque ensuite « Forteresse du Ciel Colossal de l'amour Babylon Cxyz » et attaque Yuma et Anna violemment. Anna tente désespérément de gagner ce duel mais n'y arrive pas. Yuma étant sur le point d'être éliminé, Anna active "amour Dévoué" pour le sauver et lui fait piocher une carte. La carte tirée est "Force de Barian Restreinte Magie-Rang-Plus". Astral demande à Yuma comment a-t-il pu obtenir cette carte et lui demande de ne pas l'utiliser, mais le fait quand même et invoque "Numéro C39: Rayon Utopie V" puis gagne le duel. Brook avoue à Anna qu'elle n'a aucune intention d'arrêter les duels, mais qu'elle est enceinte. Anna ne savait pas. La nuit, alors que Yuma dort, Astral se pose des tas de questions sur ces deux cartes qu'il a vues aujourd'hui : Force de Barian Restreinte et Rayon Utopie V. |                                               | |                       |
| 94 | La menace Barian                              | 裏目の危機！暗躍者ベクターの襲撃 Shingetsu no Kiki! Anyakusha Bekutā no Shūgeki                                                | 10 mars 2013          |
| Un soir, Ray appelle Yuma à venir en aide alors qu'il affronte un Barian dans un terrain sphère. Il lui dit que c'est le plus abominable des Barian, Vector. Ray va devoir le pourchasser et donc, Yuma devra maintenir l'ordre sur terre. Avant de partir, il lui donne cinq cartes de Barian qui l'aideront mais de ne rien dire à Astral. Ces cartes sont Salamandre V, Appel V, Rocher V, Alien V, Ptérosaure V. Dans le Monde Barian, Vector est sur le point d'agir sur la terre tête baissée avec l'accord de Dumon et Mizar qui ne sont pas contents d'apprendre qu'il ne tenait pas compte de ses échecs. Vector affronte ainsi Yuma dans le terrain sphère en lui disant que c'est lui qui manipulait Dr Faker et Vétrix. Vector commence ainsi par invoquer « Numéro 66 : Maître Scarabée Clé » et scelle complètement « Force de Barian Restreinte Magie-Rang-Plus ». Yuma croit avoir réussi à détruire « Maître Scarabée Clé » mais Vector le fait revenir en renvoyant dans la main de Yuma « Force Barian Restriente Magie-Rang-Plus ». Mais, il n'a pas pu s'en servir car Vector réussit à détruire Utopie. Yuma après les conseils de Ray qui est revenu tire la carte Salamandre V et gagne le duel. Vector, ne s'avouant pas vaincu retient Ray mais remet à Astral le numéro 66. Il faut que Yuma se rende dans le Monde Barian pour revoir Ray. |                                               | |                       |
| 95 | À la recherche des forces de l'Ombre          | いざ決戦の地へ！皇の鍵の飛行船、発進！！ Iza Kessen no Chi e! Ō no Kagi no Hikōsen, Hasshin!                                   | 17 mars 2013          |
| Astral utilise la carte que lui a remise Vector pour activer le vaisseau de la Clé Dorée afin de le faire sortir et apparaître dans le monde réel. Le lendemain, alors qu'Astral, Yuma, Shark et Kite se retrouvent sur le point de partir, ils sont rejoints par tous les autres et décident donc de partir tous ensemble pour le Monde Barian. Sur le chemin qui les amène au Monde Barian, le vaisseau est attaqué, puis est aspiré par un trou noir. À leur réveil, Yuma et Astral se retrouvent sur un lieu très étrange. Yuma aperçoit alors Vector en compagnie de Ray, allongé à terre, inanimé. C'est alors que trois duels vont se dérouler : Yuma contre Vector ; Shark contre Dumon ; Kite contre Mizar. Yuma invoque alors dès son premier tour « Numéro 39 : Utopie », Shark le « Numéro 32 : Requin Drakonien » et Kite « Galaxion, Empereur de Lumière Rayonnant ». Ils sont ensuite piégés par la magie de terrain "Sargasso" leur faisant perdre chacun 500 points de vie à la fin de chaque tour. |                                               | |                       |
| 96 | La colère de Yuma                             | 狂気のベクター 魔境サルガッソの闘い！ Kyouki no Bekutā: Makyou Sarugasso no Tatakai!                                           | 24 mars 2013          |
| À cause de la magie de Terrain "Sargasso", quand un monstre Xyz est invoqué, le joueur perdra 500 points de vie et en perdra 500 en plus s'il possède toujours un monstre Xyz à la fin de son tour. Grâce à l'effet de "Galaxion", Kite réussit à invoquer son puissant "Dragon Photon aux Yeux Galactiques". Vector lui, invoque le "Numéro 104 : Mascarade" et réussit à échapper au pouvoir de "Sargasso" pour le reste du duel. Dumon en fait de même puis invoque le "Numéro 102 : Foudre Sainte, Halo Éclatant". Voyant que Kite a réussi à invoquer son dragon, Mizar invoque le sien, "Dragon Tachyon aux Yeux Galactiques". Yuma active "Force de Barian Restreinte, Magie-Rang-Plus" en ignorant les avertissements d'Astral pour invoquer "Numéro C39 : Rayon Utopie V" et active son effet pour éliminer la grande partie des points de Vector. Une fois les ondes de chocs de l'attaque disparues, Yuma remarque que Vector a disparu et pense avoir gagné le duel. À ce moment, Ray se relève et Yuma est heureux, mais cela est de courte durée quand Ray se met à rigoler et à perdre la raison, ce qui étonne tout le monde. Ray révèle alors à Yuma sa véritable forme : il n'est autre que Vector ! Yuma attaque alors Vector (alias Ray) sans réfléchir et ce dernier active le piège "Traître de la Vanité" lui permettant de regagner presque tous les points de vie qu'il avait perdu et envoie 30 cartes du deck de Yuma directement au cimetière, ne lui laissant plus que 3 cartes pour finir le duel. |                                               | |                       |
| 97 | La marque de l'Ombre                          | 敗北に向けてカウントダウン！デッキの恐怖と破壊 Haiboku e no Kauntodaun! Dekki Hakai no Kyōfu                                   | 31 mars 2013          |
| Vector profite de la faiblesse de Yuma pour le convaincre que tout ce qui s'est passé est de sa faute. Astral commence alors à ressentir de l'incertitude envers Yuma. Vector ramène ensuite son « Numéro 104 : Mascarade » et active son effet enlevant une carte du jeu de Yuma, ne lui en laissant plus que 2. Dumon lui, active l'effet de son monstre Numéro pour affaiblir le « Numéro 32 : Requin Drakonien » de Shark et réduire ses points de vie. Mizar réussit à détruire le "Galaxion" de Kite et réduit les points de vie de Kite à 2000. Shark ramène son monstre Numéro puis invoque le « Numéro C32 : Requin Drakonien Veiss » en réduisant ses points de vie à 900 pour qu'il ne soit pas détruit. Kite invoque le « Néo Dragon Photon aux Yeux Galactiques » et Mizar répond en invoquant à son tour le « Néo Dragon Tachyon aux Yeux Galactiques ». À ce moment là, le vaisseau de la Clé Dorée avec les amis de Yuma à l'intérieur commence à se faire aspirer par un trou noir qui vient de se former mais Vector dit à Yuma qu'il peut les sauver s'il abandonne tous ses Numéros. Voyant que Yuma hésite, Tori convainc Yuma de continuer le duel puis elle et les autres reprennent le contrôle du vaisseau pour ensuite réussir à échapper au trou noir. Yuma s'excuse donc auprès d'Astral et commencent à former Zexal mais Vector réussit à retourner Astral contre Yuma pour l'avoir trahi annulant la formation de Zexal. Le côté obscur d'Astral est donc libéré et oblige Yuma à fusionner avec lui pour former un autre Zexal : Zexal de l'Ombre. |                                               | |                       |
| 98 | De l'Ombre à la Lumière                       | 超越你的极限！基博Ø希望雷胜利！ Genkai Toppa!! "Kibō'ō Hōpurei Vikutorī                                                        | 7 avril 2013          |
| Tout le monde est sous le choc à la suite de l'apparition de Zexal de l'Ombre. Yuma se retrouve de son côté dans le cœur d'Astral consumé par les ténèbres et est prêt à tout pour s'excuser. Pendant ce temps, Zexal de l'Ombre pioche et invoque l'Arme de Zexal de l'Ombre « Chimère Blindée » pour détruire la carte piège de Vector. Il l'équipe ensuite à « Rayon Utopie V » et attaque le monstre Numéro de Vector sachant qu'il est plus fort et reçoit lui-même des dommages. Zexal de l'Ombre utilise donc l'effet de « Chimère Blindée » pour doubler les points d'attaque de "Rayon Utopie V" et attaquer à nouveau. Vector active donc la carte piège "Extra Cent" annulant la destruction de son Numéro mais voit ses points de vie réduits à 1300 et permet à Zexal de l'Ombre d'attaquer une nouvelle fois. Sans réfléchir, Zexal de l'Ombre lance une nouvelle attaque et Vector active l'autre effet de son piège "Extra Cent" pour que le Numéro 104 ait toujours une puissance d'attaque supérieure de 100 points à celle de "Rayon Utopie V". Alors que Zexal de l'Ombre a réduit ses points de vie à 600 en lançant des attaques complètement inutiles, Yuma réussit à détruire le côté obscur d'Astral, annulant la fusion de Zexal de l'Ombre et les fait revenir lui et Astral sur le terrain. Alors que Yuma se relève à peine, il est averti par Shark et Kite de son imminente défaite lui permettant ainsi de réagir et d'annuler de justesse l'attaque qui lui aurait coûté la défaite. Alors que Yuma se retrouve avec 100 points de vie à cause de l'effet de « Sargasso », Vector active le sort « Force de Barian Magie-Rang-Plus » pour invoquer le « Numéro C104 : Mascarade Horreur de l'Ombre » et active son effet pour envoyer au cimetière toutes les cartes de la main de Yuma et réduire ses points de vie à seulement 25. Après une brève discussion, Yuma et Astral fusionnent à nouveau pour faire évoluer le pouvoir de Zexal et avoir une nouvelle apparence. Grâce à son nouveau pouvoir, Zexal détruit les ténèbres de la carte sort « Force de Barian Restreinte Magie-Rang-Plus » pour révéler sa véritable forme : « Force de Numéron Magie-Rang-Plus » et l'active pour invoquer le « Numéro C39 : Rayon Utopie Victoire », lui permettant de battre Vector. Les autres duels sont ensuite annulés à cause de la destruction de Sargasso et Yuma et les autres réussissent à s'échapper. |                                               | |                       |

### Saison 2 (Saison 5 en VF)
Cette saison ne verra aucune version française. Par conséquent, les titres communiqués sont une traduction des titres de la version anglaise.
| No | Titre de l’épisode traduit en français    | Titre original de l’épisode                                                                                 | Date de 1re diffusion |
| --- | ----------------------------------------- | --- | --------------------- |
| 99 | Duel dans les ruines - 1re partie         | 飛行船再起動! 伝説のNo.を目指せ!! Hikōsen Saikidō! Densetsu no Nanbāzu wo Mazase!!                          | 14 avril 2013         |
| Vector se rend au centre du Monde Barian où se trouve le dieu des Barians : Don Mille. Il dit lui donner sa vie. À ce moment-là, Yuma, Rio et Shark ressentent une sensation étrange. Pendant ce temps, dans le Monde Barian, Don Mille lui accorde un souhait et se transfère dans le corps de Vector. Ce dernier est en partie possédé par Don Mille. Dumon et Mizar se rendent compte que leur monde va bientôt prendre fin et rejette la faute sur Vector. Il leur révèle les emplacements des sept Numéros qui ont été scellés sur la terre. Mr Heartland apparait sous une forme de mouche qui leur donne aussi des informations. Vector dit que Nash et Marin, les deux autres empereurs de Barian, se trouvent sûrement sur la terre. Ils se séparent tous les trois pour les trouver. Astral contacte Yuma et ses amis pour leur dire que les Numéros scellés se trouvent dans sept ruines de la terre et doivent les trouver avant les Empereurs de Barian. Ils traversent donc l'espace inter dimensionnel et percutent Dumon qui se retrouve sur la terre sans pouvoir. Alors qu'il est attaqué par un ours. Yuma va à sa rescousse et l'ours se sauve. Retrouvant Shark, ils rejoignent les filles déjà dans les ruines aux lumières d'une clairière. Ils sauvent les filles des serpents. Ils se retrouvent tous les six devant deux portes et sont séparés par un mécanisme. Ils sont tous obligés de continuer le chemin séparément. Sur le chemin bleu, Shark et Dumon (déguisé en Nash, un touriste) se trouvent dans un cul-de-sac et la porte se ferme derrière eux. Quant aux autres, ils arrivent devant une statue d'un cheval ailé et le Numéro flotte jusqu'à ce qu'une lumière survienne. La personne apparue leur dit qu'il est le gardien du Numéro, Mach, et qu'ils doivent le battre en duel si Yuma veut avoir le Numéro. Le duel commence et déjà Shark et Nash sont sur le point de se faire écraser par les murs si Yuma ne réagit pas. |                                           | |                       |
| 100 | Duel dans les ruines - 2e partie          | 古への追憶 ドルベと白馬伝説の幻影 Inishie e no Tsuioku: Dorube to Hakuba Densetsu no Gen'ei                 | 21 avril 2013         |
| Yuma a commencé son duel contre Mach, le gardien du Numéro de ces ruines. Il commence à l'attaquer et une porte s'ouvre pour sauver Shark et Nash. Mais le combo de Mach a été activé, diminuant la main de Yuma et ses points de vie. Lors de son tour, Mach invoque son Numéro, le "Numéro 44: Pégase du Ciel". Cette carte fait aussi partie de son combo. De leur côté, Shark et Nash ont trouvé des peintures murales qui raconte la légende de Pégase. Dumon a l'impression d'être déjà venu ici et de connaître cette légende. Alors que cette légende vient de se terminer, le sol s’effondre sous Shark et Nash le sauve en utilisant ses pouvoirs de Barian. Durant le dernier tour de Yuma, il a réussi à briser son combo et gagne le duel en invoquant Numéro C39: Rayon utopie Victoire. Après sa défaite, Mach raconte la dernière partie de la légende et remet son Numéro à Yuma. Dumon quant à lui rentre dans le Monde Barian. Yuma ramasse une pièce qu'il appelle la pièce du conquérant, des pièces que son père laissait lorsqu'il visitait des ruines. Yuma, Shark, Rio et Tori sortent de ces ruines par la suite. |                                           | |                       |
| 101 | L'évolution de Brume Sombre - 1re partie  | 狡猾なるベクター アストラル VS No. 96 Kōkatsu-naru Bekutā: Asutoraru bāsasu Nanbāzu Kyū-jū-roku             | 28 avril 2013         |
| Dans les dimensions parallèles, Vector parle avec Don Mille qui sait où se trouve le prochain Numéro en disant qu'il l'avait vu dans ses souvenirs. Yuma et les autres sont sur la même piste au même moment et se dirige sur une île assez éloigné. Dans un pays, le sénateur Parker fait ouvrir une bibliothèque pour les enfants. de retour chez lui, il complote en secret pour s'enrichir encore plus. Soudain, Vector arrive et se rend compte de cette supercherie. Mais Parker était possédé par le Numéro 96. Vector lui demande d'être son subordonné. il lui révèle l'emplacement du Numéro et lui remet Force de Barian Magie du Rang Plus. Ils se rendent sur l'île et plus précisément dans un palais. Vector et Numéro 96 y entre jusque dans la salle des exécutions. au même moment, Yuma et ses amis entrent et suivent un chemin différent de vector. Ils se retrouvent malgré eux emprisonné dans ce palais. Vector apparait ensuite et fait venir astral qui livrera le duel ayant pour enjeu le Numéro des ruines. Le Numéro 96 sera son adversaire. Au premier tour, il invoque Numéro 96: Brume sombre. Astral quant à lui, ne pouvant pas attaquer avec des monstres faibles invoque Numéro 39: Utopie et inflige 1500 points de dommage mais un piège s'active sur Yuma dès que Numéro 96 perd des points de vie. les attaques de Astral sont scellées. |                                           | |                       |
| 102 | L'évolution de Brume Sombre - 2e partie   | 混沌(カオス)の領域 No.96狂気の化身!! Kaosu no Ryōiki: Nanbāzu 96 Kyōki no Keshin!!                          | 5 mai 2013            |
| Le duel vient à peine de commencer que déjà, cela se présente mal pour astral qui ne peut plus attaquer. De son côté, Numéro 96 invoque le numéro des Ruines, Numéro 65: Juge Destructeur - Génie Trancheur. Il attaque ensuite avec ses deux Numéros et réduit en un tour les points de vie d'astral à 600. Mais astral rétablit la situation en mettant en place une défense impénétrable. Le Numéro 96 lui raconte que s'il n'est pas entre ses mains, Astral ne pourra pas absorber les numéros C et donc ne peut pas utiliser le Code Numéron. Il suffit de le battre mais cela ne semble pas si simple car Numéro 96 fait évoluer le Numéro 65 en Numéro C65: Juge Diabolique - Roi démon trancheur. et réduit à néant la défense d'Astral. Ce dernier réussit à survivre en réinvoquant Numéro 39: Utopie. Après avoir réfléchi et avoir retrouvé une pièce de son père, Yuma s'échappe du piège de Vector et plus rien n'empêche Astral de gagner. Il invoque par la suite Numéro C39: Rayon Utopie. Puis, il renverse la situation grâce à une carte piège. Alors que Astral est sur le point de gagner, Numéro 96 utilise de nouveau Force de Barian pour faire évoluer Numéro 96 en Numéro C96: Tempête Sombre. Mais Numéro 96 évolue aussi en apparence et maintenant, Astral ne peut plus l'absorber et cela se termine par une égalité. Vector fait ensuite disparaître cet endroit et Kite arrive à temps pour sauver Yuma. Du côté de Vector, Don Mille a fini de guérir Alito et Girag. |                                           | |                       |
| 103 | La revanche d'Alito - 1re partie          | 沈黙の闘士アリト熱き決闘者たちの再会！ Chinmoku no Tōshi Arito Atsuki Dyuerisuto-tachi no Saikai!           | 12 mai 2013           |
| Dans le Monde Barian, Alito et Girag reviennent devant Dumon et Mizael et Alit sera le prochain à aller chercher le Numéro suivant. Le numéro se trouve à Spartian City en Italie. Soudain, sur une affiche, Yuma reconnait Nistro et se rendent lui et ses amis au stade de duel. Il arrive au moment où Nistro gagne contre Oily Muscle. Alit d'un autre côté l'a observé aussi. Après ces duels, Nistro et Dextra discutent avec eux au sujet des ruines. Mais Alit, dans un bar, possède déjà toutes les informations sur elles. Nistro leur raconte la légende du gladiateur qui remportait des combats à mains nues et qui avait été exécuté pour un crime qu'il n'avait pas commis. Les ruines se trouvent maintenant dans un lac pour éviter une menace. La nuit tombée, Alit fait disparaitre l'eau avec ses pouvoirs et entre ensuite dans le Colisée, Nistro se retrouve malgré lui impliqué dans cet incident. Alit s'empare donc du Numéro et Yuma et ses amis les retrouvent. Mais Alit fait un lavage de cerveau à Nistro qui va utiliser ce Numéro. Dextra et Yuma font donc équipe pour ce duel. Une fois que chaque joueur a eu son tour, Nistro invoque Numéro 54: Cœur de Lion et inflige à lui et à Yuma des dégâts considérables. |                                           | |                       |
| 104 | La revanche d'Alito - 2e partie           | よみがえれ！ 命を超えし決闘者魂!! Yomigaere! Inochi o Koeshi Dyuerisuto Tamashii!!                          | 19 mai 2013           |
| Au moment de ce tour, des âmes du Colisée apparaissent. Yuma durant son tour, est sur le point de perdre à cause de Numéro 54: Cœur de lion. Mais Dextra le sauve in extremis. Alors que normalement Nistro a perdu, le dernier effet du Numéro lui redonnent 100 points de vie. Alit, durant son tour, inflige des dommages à Dextra. Durant son tour, elle perd volontairement en espérant que son attaque et sa voix aient atteint le cœur de Nistro. Alors que cela allait se terminer par une défaite de Yuma, Nistro échappe en partie à son contrôle en jouant une autre stratégie. Yuma quant à lui donnent également tout ce qu'il a dans ce duel et alors qu'Alit allait joué Force de Barian, Yuma remporte ce duel avec un effet de carte. Au moment du choc des dommages, Alit perçoit une vision de son ancienne vie[pas clair]. Au lever du jour, Yuma retrouve la pièce de son père et le Numéro des Ruines. De retour dans l'aéronef, Yuma ne cessent de penser à Alit. |                                           | |                       |
| 105 | Mis à l'épreuve - 1re partie              | 銀河眼使いへの試練！カイト決死のデュエル Garakushīaizu Tsukai e no Shiren! Kaito Kesshi no Dyueru           | 26 mai 2013           |
| Dans l'Aéronef, Astral pense aux cartes numéros qu'il a récupéré dans les ruines et se rend compte que les hommes dans les légendes des ruines étaient en fait les Empereurs de Barian dans la vie humaine. De son côté, Kite ressent un présentement au sujet de son dragon qui ne cesse de résonner. Sur Barian world, Dumon pense aux ruines qu'il a visité et se demande des tas de questions. Mizael arrive à son tour et il apprend de Dumon qu'ils avaient un rapport avec les ruines. Mizael trouve cela ridicule et part sur terre. Astral et les autres arrivent dans une zone montagneuse qui détraque les commandes de l'aéronef. Ils finissent par atterrir de force. Le numéro se trouvant sur un sommet, Yuma, Shark et Kite sont obligés d'aller escalader. Pendant ce temps, Orbital 7, Tori et Rio restent sur la terre ferme. Alors qu'ils escaladent la montagne, un dragon rugit et le dragon de Kite résonne avec lui. Kite a failli tomber mais Yuma l'a rattrapé à temps. Ils arrivent enfin sur le sommet et découvre un temple. Ils entrent et se méfient. Yuma est alors attiré par une odeur de nourriture. C'est alors qu'un vieil homme le surprend et Kite intervient. Le vieil homme qui se nomme Jinlon le défie en duel en mettant en jeu chacun de leurs dragons respectifs. Jinlon invoque dès son premier tour Numéro 46: Draggulong le dragon d'Ether. Ce dernier lui permet de jouer des dragons depuis sa main et met en place un combo qui l'empêche d'attaquer son dragon. Kite finit par détruire le premier dragon avec le Dragon Photon aux yeux Galactiques. Jinlon invoque un deuxième dragon qui peut-être sera fatal à Kite s'il le détruit. |                                           | |                       |
| 106 | Mis à l'épreuve - 2e partie               | ミザエル伝説！ No.となった神の龍 Mizaeru Densetsu! Nanbāzu Tonatta Kami no Ryū                              | 2 juin 2013           |
| Alors que le tour Kite commence, il réduit ses points de vie pour diminuer l'attaque du dragon de Jinlon et finit par le détruire avec le Dragon Photon aux Yeux galactiques. Mais en le détruisant, il ne lui reste que 200 life points. Jinlon prend le contrôle du dragon de Kite avec l'effet de Draggulong le dragon d'Ether. Il se rend compte qu'il est différent de Mizael. Alors qu'il aurait perdu, il a annulé les attaques de Jinlon et à invoqué deux chevaliers galactiques. Kite reprend ensuite son dragon en l'utilisant pour une invocation xyz de Néo dragon photon aux yeux galactiques. Mais si Kite ne remporte pas ce duel ce tour, au prochain tour, Jinlon prendra le contrôle de son dragon. Il renverse donc la situation en utilisant les effets des monstres qu'il s'est servi pour jouer le dragon photon et attaque. Mais Jinlon joue la Danse du dragon qui réduit à zéro l'attaque de Néo dragon photon. Kite joue donc un piège qui annule l'effet de sa carte et remporte le duel. Une fois que Jinlon se soit relevé, il lui raconte la légende de Mizael qui était le protecteur du dragon. Les deux finirent mort lors d'une révolte et d'un assaut. Mizael intervient et trouve cela ridicule. Alors qu'ils étaient sur le point de se battre, les ruines s'écroulent. Kite reçoit le numéro de Jinlon après que les ruines eurent disparues. Il raconte ensuite qu'une guerre s'est produite en entre Astral et Don Thousand. Dans l'aéronef, Astral pense que sa mission est de détruire Barian world. |                                           | |                       |
| 107 | La furie du Tanuki                        | 化かされた遊馬!? ギラグ狸の皮算用 Bakasareta Yūma!? Giragu Tanuki no Kawazan'yō                             | 9 juin 2013           |
| Yuma retourne chez lui pour se reposer de ses aventures dans les ruines. Mais son repos est éphémère car à la télévision, Yuma, Astral et Tori aperçoivent Roku ayant trouvé une statue de l'ère Sengoku représentant le général Kiraku Souhachi et constatent que la statue n'est autre que Girag et en déduisent que le donjon de duel de Roku fait partie des ruines comprenant un Numéro Légendaire. Yuma, Astral et Tori s'y rendent et tombent sur Girag qui est possédé par l'esprit du Numéro et que le vrai Girag est dans la statue. Yuma et Astral décident donc de l'affronter en duel. Girag invoque rapidement le "Numéro 64 : Ancien Tanuki, Sandayû. Mais l'esprit du Numéro utilise son pouvoir pour rentrer dans le corps de Yuma et ainsi voir tout le jeu de Yuma et jouer à sa place. Après avoir récupéré son corps, Yuma utilise les effets de "Gazeur Dododo" et de "OuafOuaf-chan" pour gagner le duel. Girag se souvient ensuite de son passé et avale le Tanuki puis retourne dans le Monde Barian. |                                           | |                       |
| 108 | La mer des tourments - 1re partie         | 海底からの誘い！シャーク夢幻の記憶 Kaitei kara no Sasoi! Shāku Mugen no Kioku                               | 16 juin 2013          |
| Yuma, Astral, Tori, Shark et Rio s'en vont pour les prochaines ruines mais ils sont pris dans une tempête au-dessus de l'océan et Rio disparaît ! Yuma, Astral et Shark sont ensuite aspirés dans un tourbillon dans l'océan et se retrouvent dans un labyrinthe. Ils sont ensuite séparés car Shark est guidé jusqu'aux ruines et doit affronter en duel Rio qui est contrôlée par Abyss, l'esprit du Numéro de ces ruines. Alors que Shark perd des points de vie dès son premier tour, il a vision de sa vie passée en tant que roi où sa sœur y est également présente et doit livrer une bataille acharnée contre Vector. Alors que Shark perd ensuite presque tous ses points de vie, Yuma et Astral se retrouvent face à Dumon. |                                           | |                       |
| 109 | La mer des tourments - 2e partie          | シャークｖｓ激瀧神アビス！激突、２体のＮｏ．！！ Shāku Bāsasu Gekirōshin Abisu! Gekitō, Futari no Nanbāzu!! | 23 juin 2013          |
| Le duel entre Shark et Rio contrôlée par Abyss continue et Shark a toujours des visions de sa vie passée dans le combat qui l'oppose à Vector mais Shark retourne la situation dans le duel et dans sa vie passée par la même occasion mais Rio invoque le « Numéro 73 : Dieu des Mers Déchaînées - Éclaboussure Abyssale » et reprend les choses en main. Dans les visions de sa vie passée, Shark voit que Rio décide de se sacrifier pour le sauver mais dans le duel Abyss sort du corps d Rio pour continuer le duel mais alors qu'elle est sur le point de disparaître, elle est sauvée de justesse grâce à Yuma. Shark, se retrouvant maintenant avec 100 points de vie seulement, retourne la situation en invoquant « Numéro 94 : Cristal Zéro, Princesse des Glaces Polaires » et en utilisant le piège « Armure Blindée Xyz » en augmentant l'attaque du Numéro 94 à 4300 et remporter le duel grâce à l'effet du Numéro 94. Une fois tout le monde de retour sur le vaisseau, Shark apreçoit Rio, inconsciente. |                                           | |                       |
| 110 | Le monde du Chaos - 1re partie            | 滅びゆく３つの世界！ 究極暴走Ｎｏ．９６！！ Horobi-yuku Santsu no Sekai! Kyūkyoku Bōsō Nanbāzu Kyūjūroku!!  | 30 juin 2013          |
| Le Numéro 96 : Brume Sombre, qui a obtenu la puissance du Chaos, veut prendre sa revanche face à Astral et provoque des phénomènes étranges sur Terre, dans le Monde Astral et dans le Monde Barian. Yuma, Astral, Tori, Shark et Kite sont ensuite téléportés dans un endroit étrange devant le Numéro 96 puis qui provoque Yuma et Astral en duel. Dès son premier tour, le Numéro 96 invoque le « Numéro 96 : Brume Sombre » puis le fait évoluer en jouant « Force de Barian - Magie-Rang-Plus » pour invoquer le « Numéro C96 : Tempête Sombre ». Yuma décide de répondre en invoquant le « Numéro 39 : Utopie » et active « Force de Numeron - Magie-Rang-Plus » pour invoquer le « Numéro C39 : Rayon Utopie Victorieux ». Le Numéro 96 active ensuite la carte magie de Terrain « Terrain Chaotique » qui lui permet d'envoyer une « Unité Superposée du Chaos » à un de ses monstres pour invoquer au hasard un monstre « Numéro » de l'Extra Deck de Yuma sur le terrain du Numéro 96 et de le faire ensuite évoluer en monstre du Chaos ! Il en profite donc pour voler à Yuma les monstres "Numéro 69 : Emblème Héraldique" et "Numéro 92 : Dragon Heart-eartH" pour les faire évoluer en monstres du Chaos pour obtenir "Numéro C69 : Chaos Héraldique Mortel" et "Numéro C92 : Dragon Néant au Faux Corps - Dragon Heart-eartH du Chaos", mettant Yuma dans une situation extrêmement critique. |                                           | |                       |
| 111 | Le monde du Chaos - 2e partie             | 終焉のとき．．．！ 相棒に託した絆 Shūen no Toki...! Aibō ni Takushita Kizuna                                | 7 juillet 2013        |
| Le duel entre Yuma et le Numéro 96 continue et à cause des attaques des 3 monstres du Chaos du Numéro 96, les points de vie de Yuma passent instantanément de 4000 à 500. De plus, l'effet du « Numéro C92 : Dragon Néant au Faux Corps - Dragon Heart-eartH du Chaos », le Numéro 96 devient de plus en plus puissant car il récupère tous les points de vie que Yuma a perdus, les faisant augmenter à 7500 ! Yuma étant à bout de forces à la suite des attaques précédentes, Astral décide de prendre le relais et fait revenir le "Numéro 39 : Utopie" puis Yuma et Astral fusionnent pour former ZEXAL puis font évoluer "Numéro 39 : Utopie" en faisant appel au "Numéro C39 : Rayon Utopie" et l'équipe des deux armes de Zexal "ZW - Armure de Sleipnir" et "ZW - Souffle d'Asura" pour augmenter l'attaque de Rayon Utopie à 6000 et attaquer tous les monstres du Numéro 96 et réduire ses points de vie à 0. Le Numéro 96, ne supportant pas d'avoir perdu, décide de s'emparer du corps de ZEXAL mais Astral annule la formation de ZEXAL et encaisse lui-même l'attaque du Numéro 96. Astral utilise toutes ses forces pour détruire le Numéro 96 qui essayait de s'emparer de son corps provoquant une explosion. Astral fait ses adieux à Yuma avant de disparaître avec la Clé Dorée. Yuma, Tori, Shark et Kite sont ensuite téléportés à Heartland City, complètement anéantis par la disparition d'Astral, surtout Yuma et Tori. |                                           | |                       |
| 112 | Le voleur de souvenirs - 1re partie       | 純真なる決闘者！ 先史遺産｣始動！！ Junshin-naru Dyuerisuto! Ōpātsu Shidō!!                                  | 14 juillet 2013       |
| Yuma est toujours anéanti de la disparition d'Astral et reste seul, isolé des autres. Ses amis décident donc d'enquêter sur les gardiens de Barian, en espérant que cela aidera Yuma a retrouver un peu d'enthousiasme. Dans le monde Barian, Don Thousand prend le contrôle du corps de Vector et ressuscite M. Heartland et ses sbires. Erazor, l'un des sbires de M. Heartland, vole les souvenirs de tous les amis de Yuma et le provoque en duel où tous ses Numéros sont en jeu ! Alors qu'il est sur le point de commencer le duel, Yuma est rejoint par un ami auquel il ne s'attendait pas : Trey ! |                                           | |                       |
| 113 | Le voleur de souvenirs - 2e partie        | 新しき希望の力！！ 友情合体｢アトランタルホープ Atarashiki Kibō no Chikara!! Yūjō Gattai Atorantaru Hōpu     | 21 juillet 2013       |
| Pour sauver ses amis, Yuma et Trey affrontent Erazor en duel mais à cause de l'effet de terrain activé par M. Heratland, Yuma et Trey sont contraints de commencer le duel avec seulement 2000 points de vie et Erazor avec 8000 points de vie, ce qui leur donne un grand désavantage ! De plus, Yuma qui est désespéré d'être seul, joue très mal mais Trey, qui sait que Yuma est un redoutable duelliste car il l'a déjà affronté par le passé, soutient Yuma à chaque tour. Soutenu par Trey et leur lien d'amitié très fort, Yuma se rend compte qu'il n'est pas seul, il décide de faire fusionner "Numéro 39 : Utopie" avec "Numéro 6 : Atlandis Chronomal" pour invoquer un monstre issu de l'amitié entre Yuma et Trey : "Atlandis-Utopie" pour remporter le duel. |                                           | |                       |
| 114 | Les tentacules de la terreur - 1re partie | 悲哀なる決闘者地獄人形ギミックパペット冥動!! Hiai-naru Dyuerisuto "Gimikku Pappetto" Meidō                  | 28 juillet 2013       |
| Shark décide de rendre visite à Rio à l'hôpital qui est toujours inconsciente depuis son dernier duel face à Shark dans les ruines. Mais en entrant dans la chambre de Rio, Shark aperçoit un mystérieux individu qui est en train de l'empoisonner. Ce dernier réussit à s'échapper mais Shark part instantanément à sa poursuite mais il se fait lui aussi piéger car il se retrouve également empoisonné. En plus, Shark va devoir affronter ce mystérieux individu nommé Chironex en duel alors qu'il s'affaiblit à chaque minute qui s'écoule ! Alors que le duel entre Shark et Chironex est sur le point de commencer, il est rejoint par son ancien rival Quattro ! |                                           | |                       |
| 115 | Les tentacules de la terreur - 2e partie  | シャークとⅣ 天下騒乱!! 地獄ザメタッグ Shāku to IV Tenka Sōrin!! Jigoku Zame Taggu                           | 4 août 2013           |
| Comme lors du duel de Yuma et Trey, Shark et Quattro sont contraints de commencer le duel avec seulement 2000 points de vie alors que Chironex débute avec 8000 points de vie à cause de l'effet de terrain, ce qui leur donne un gros désavantage dès le début du duel ! Alors que Shark et Rio s'affaiblissent de minutes en minutes à cause du poison introduit par Chironex dans leurs organismes, Chironex intensifie ses attaques et réduit à néant presque tous les points de vie de Shark et Quattro. Shark, qui a toujours des doutes sur sa propre existence, remarque qu'il ne peut pas faire ressortir toute la puissance dont il a besoin. Mais quand il est poussé dans ses plus grands retranchements, il est incapable d'appeler les Numéros Légendaires qu'il a gagné dans les ruines. |                                           | |                       |
| 116 | Maintenant ou jamais - 1re partie         | 冷厳なる決闘者 ダイソンスフィア激動!! Reigen Dyuerisuto "Daison Sufia" Gekidō!!                             | 11 août 2013          |
| Afin d'essayer d'oublier quelque temps la disparition d'Astral, Yuma envisage avec Trey de se battre contre les Barian. Pendant ce temps, du côté de Kite, afin de protéger le Monde Astral et partir à l'assaut du Monde Barian, cherche un moyen pour se rendre au Monde Astral pour que Yuma puisse y aller est aidé par son ancien mentor, Quinton. C'est alors qu'ils constatent que les Pièces du Conquérant laissées dans les ruines par Kazuma, le père de Yuma, pourrait peut-être être la clé pour ouvrir la porte du Monde Astral. Mais ils sont cependant interrompus par l'arrivée de Scritch, l'un des sbires de M. Heartland afin d'éviter l'ouverture de la porte du Monde Astral mais aussi la résurrection d'Astral. Quinton et Kite se lancent donc dans un duel face à Scritch pour arrêter ses projets. |                                           | |                       |
| 117 | Maintenant ou jamais - 2e partie          | 逆上のカイト 究極の師弟血戦!! Gyakujyō no Kaito Kyūkyoku no Shitei Kessen!!                                 | 18 août 2013          |
| Kite et Quinton ont trouvé le moyen d'ouvrir la porte du Monde Astral, mais ils sont interrompus par Scritch, un des sbires de M. Heartland pour éviter l'ouverture de la porte du Monde Astral et aussi la résurrection d'Astral. Kite et Quinton continuent donc leur duel face à Scritch pour l'arrêter. Cependant, lors du duel, Kite est tourmenté par une hallucination provoquée par un piège de Scritch mais le "Dragon Photon aux Yeux Galactiques" de Kite se confond lui aussi dans cette hallucination ! Alors que la porte vers le Monde Astral est sur le point de s'ouvrir, Kite et Quinton font tout ce qu'ils peuvent pour battre Scritch et ainsi donner à Yuma l'opportunité de se rendre dans le Monde Astral. |                                           | |                       |
| 118 | Mission à Astral World - 1re partie       | 青き聖地の神 閃光のエリファス Aoki Seichi no Kami Senkō no Erifas                                           | 25 août 2013          |
| Yuma a enfin réussi à entrer dans le Monde Astral. En arrivant dans ce monde, où Astral est né, Yuma est surpris de se retrouver dans un monde totalement vide mais finit enfin à trouver Astral. Cependant, ils sont très vite séparés par cinq lumières qui apparaissent de nulle part. En effet, pour le Monde Astral, Yuma est considéré comme une grande menace maléfique et est ciblé par la volonté du Monde Astral lui-même. C'est à ce moment-là que Yuma est secouru par "Kuriboh Arc-En-Ciel", une carte dont Yuma se souvient parfaitement car c'est une carte qui appartenait à son père, Kazuma ! C'est donc dans une nouvelle et périlleuse aventure face à la volonté du Monde Astral que Yuma se lance accompagné de "Kuriboh Arc-En-Ciel". |                                           | |                       |
| 119 | Mission à Astral World - 2e partie        | 高次元の境地！ 脅威のダブル・ランクアップ！ Kōjigen no Kyōchi! Kyōi no Daburu Ranku Appu!!                  | 1er septembre 2013    |
| Yuma commence un duel contre celui qui a toujours protégé la volonté du Monde Astral : Eliphas ! Dans le Monde Astral, Yuma se rend compte très vite que les duels sont principalement basés sur les monstres Xyz Magie-Rang-Plus, c'est-à-dire les monstres Xyz qui sont invoqués grâce aux cartes magiques ayant l'appellation "Magie-Rang-Plus" à l'intérieur. Alors que Yuma pense pouvoir prendre l'avantage sur Eliphas car il possède la carte "Force de Numeron - Magie-Rang-Plus", il constate très rapidement que le battre sera plus difficile que ce qu'il pensait. En effet, Eliphas invoque des Monstres Xyz Magie-Rang-Plus les uns après les autres, mettant Yuma au bord de la défaite. Afin de sauver Astral qui est destiné à mourir, Yuma se lance dans une bataille désespérée où il doit absolument résister à la brutalité des attaques des monstres Xyz Magie-Rang-Plus d'Eliphas. |                                           | |                       |
| 120 | Mission à Astral World - 3e partie        | 二大王激突！ 古の決闘シャークＶＳベクター Nidaiō Gekitō! Inishie no Kettō Shāku Bāsasu Bekutā               | 8 septembre 2013      |
| Mettant toutes ses forces dans ce duel, Yuma continue d'affronter les monstres Xyz Magie-Rang-Plus qu'Eliphas a invoqué sans prendre la fuite. Pour Yuma, son seul et unique but est de sauver Astral à n'importe quel prix. Alors qu'il entend le souhait de Yuma, "Kuriboh Arc-En-Ciel" utilise toute sa puissance pour sauver Yuma. Pendant ce temps, Dumon se rapproche de Shark afin d'essayer de réveiller les souvenirs de sa vie passée où il a affronté Vector en duel, et finit par se demander quel est son véritable destin. |                                           | |                       |
| 121 | Mission à Astral World - 4e partie        | 光を継ぐ者！！ 希望皇ホープルーツ Hikari o Tsugumono!! Kibō'ō Hōpu Rūtsu                                    | 15 septembre 2013     |
| Yuma arrive non sans peine au terme de son duel avec Eliphas, qu'il gagnera. |                                           | |                       |
| 122 | Assimilation - 1re partie                 | 世界陥落の前兆！！ Ｍｒ．ハートランドの大反乱 Sekai Kanraku no Zenchō!! Misutā Hātorando no Daihanran       | 22 septembre 2013     |
| Vector utilise M. Heartland pour propager un million de cartes Numéros partout sur Terre. Mais celles-ci sont fausses, et la conséquence est que le Monde de Barian et la Terre commencent à fusionner et à s'assimiler. M. Heartland est alors chargé de prendre les Numéros de Kite et de ses amis. Il les retrouve sur Terre grâce aux ondes qu'émet Flip, ayant ramassé l'une des fausses cartes Numéros. Kite, pour stopper M. Heartland, provoque un duel contre lui, mais les dégâts de ce duel sont réels. Alors que Kite subit de sérieux dommages, M. Heartland invoque le Numéro 1. Il parvient à détruire le Dragon Photon aux Yeux Galactiques de Kite, et fait descendre les points de vie de celui-ci à 1750. Alors que M. Heartland prédit pouvoir l'achever avec son attaque directe, une voix parvint du ciel, et Yuma et Astral apparaissent. |                                           | |                       |
| 123 | Assimilation - 2e partie                  | 勇者の凱旋！ 友の意志を引き継げ！！ Yūsha no Gaisen! Tomo no Ishi o Hikitsugu!!                             | 29 septembre 2013     |
| Yuma remplace Kite, trop affaiblit, dans son duel contre M. Heartland. Celui-ci dévoile alors sa vraie forme. Yuma réussira à invoquer à nouveau le Dragon Photon aux Yeux Galactique de Kite et gagnera le duel en faisant passer en un tour les points de vie de M. Heartland de 3000 à 0 grâce à une seule attaque. Juste après, des traînées de lumières tombent du ciel. Les Empereurs de Barians sont là... accompagnés de Shark. |                                           | |                       |

### Saison 3 (Saison 6 en VF)
Cette saison ne verra aucune version française. Par conséquent, les titres communiqués sont une traduction des titres de la version anglaise.
| No | Titre de l’épisode traduit en français  | Titre original de l’épisode                                                                              | Date de 1re diffusion |
| --- | --------------------------------------- | --- | --------------------- |
| 124 | Bataille avec les Barians - 1re partie  | バリアン七皇！ 紅き世界の戦士！！ Barian Nanakō! Akaki Sekai no Senshi!                                  | 6 octobre 2013        |
| Juste après que Yuma a réussi à vaincre M. Heartland grâce au pouvoir de Zexal III, les Sept Empereurs de Barian apparaissent devant Yuma et ses amis. Parmi les Empereurs de Barian, il y a Shark et Rio, qui sont à présent sous les traits de Nash et Marin. Un phénomène permet donc à Yuma de voir des souvenirs de Nash dans le Monde de Barian et Shark de voir des souvenirs de Yuma dans Astral World puis Yuma s'évanouit. Grâce à Rokou, les amis de Yuma le prennent en charge et échappent aux Empereurs de Barian. Cependant, les amis de Yuma sont vite rattrapés et interceptés par les Empereurs de Barian. Afin de protéger Yuma en attendant son réveil, les amis de Yuma défient en duel les Empereurs de Barian. Quattro lui, décide d'affronter Nash en duel afin de ramener le vrai Shark à la raison. |                                         | |                       |
| 125 | Bataille avec les Barians - 2e partie   | 不死身の槍術士 Ｓ・Ｈ・Ｄａｒｋ Ｋｎｉｇｈｔ Fujimi no Sōjutsushi Sairento Onāzu Dāku Naito              | 13 octobre 2013       |
| Les Empereurs de Barian piochent et jouent la carte sort "La Septième - Magie-Rang-Plus" leur permettant ainsi d'invoquer un monstre Xyz "Numéro" supérieur à 100 depuis leur Extra-Deck ou du cimetière et le faire évoluer en monstre Xyz du Chaos. Nash invoque grâce à sa carte sort le monstre Xyz du Chaos "Numéro C101 : Honneur Silencieux Ténèbres". Pour répondre à cela, Quattro active la carte sort "Force d'Argent du Chaos - Magie-Rang-Plus" que lui a remis Quinton avant le duel, lui permettant d'invoquer un monstre Xyz du Chaos et invoque le "Numéro C40 : Poupée Truquée Cordes du Diable" et détruit le "Numéro C101 : Honneur Silencieux Ténèbres" réduisant les points de vie de Nash à 200. Cependant, Nash active la capacité spéciale du "Numéro C101 : Honneur Silencieux Ténèbres" et le fait revenir sur le terrain et augmente ses points de vie d'un montant égal aux points d'attaque de son Numéro, les augmentant ainsi à 3000. Nash montre alors à Quattro la défaite de tous les amis de Yuma face aux autres Empereurs de Barian, les envoyant ainsi dans le Monde de Barian. |                                         | |                       |
| 126 | Chacun son destin                       | さらば友よ．．． 虚空へ散る想い！！ Saraba Tomo yo... Kokū e Chiru Omoi!!                                | 20 octobre 2013       |
| Le duel entre Nash et Quattro continue et devient de plus en plus intense. Quattro invoque le monstre Xyz "Numéro C88 : Poupée Truquée Lion du Désastre", ce qui lui accordera la victoire quand son monstre aura utilisé tous ces Matériels Xyz. Nash utilise alors plusieurs cartes afin de contrer l'effet du "Numéro C88 : Poupée Truquée Lion du Désastre" et réduit les points de vie de Quattro à 0. Ce dernier transmet ses sentiments à Nash avant que son âme ne parte dans le Monde de Barian. |                                         | |                       |
| 127 | Règlement de comptes - 1re partie       | 不屈の兄弟コンボ 時空竜幽閉！！ Fukutsu no Kyōdai Konbo Takion Doragon Yūhei!!                           | 27 octobre 2013       |
| Vector, possédant maintenant le pouvoir de Don Mille, manipule les esprits d'Alito et de Girag. Pendant ce temps, Yuma décide de se rendre dans le Monde de Barian afin de mettre un terme à cette bataille. Girag, toujours contrôlé par Don Mille, prévient Nash que Yuma se rend dans le Monde de Barian et Nash décide de s'y rendre lui aussi tombant ainsi dans le piège tendu par Girag. Afin de venger leur frère Quattro, Trey et Quinton décident de régler leurs comptes avec les Barians en affrontant Mizar dans un duel à deux contre un. Dès le premier tour, Quinton invoque son monstre Xyz "Numéro 9 : Sphère Dyson" mais Mizar invoque à son tour son monstre Xyz "Numéro 107 : Dragon Tachyon aux Yeux Galactiques" et détruit le "Numéro 9 : Sphère Dyson", réduisant les points de vie de Trey et Quinton à 2800. Lors de son tour, Trey invoque le monstre Xyz "Numéro 6 : Atlandis Chronomal" et l'équipe du "Numéro 9 : Sphère Dyson" du cimetière pour augmenter l'attaque du "Numéro 6 : Atlandis Chronomal" mais Mizar réussit à annuler son effet. Trey active donc la carte sort "Force d'Argent du Chaos - Magie-Rang-Plus" et invoque le "Numéro C6 : Atlandis du Chaos Chronomal" et attaque le dragon de Mizar mais ce dernier annule la destruction de son dragon mais voit ses points de vie descendre à 3700. Trey active l'effet du "Numéro C6 : Atlandis du Chaos Chronomal" pour équiper le dragon de Mizar et augmenter l'attaque du "Numéro C6" à 4300. Par la suite, Mizar tire sa carte "La Septième - Magie-Rang-Plus" mais se rend compte qu'il ne peut pas l'activer car son "Numéro 107 : Dragon Tachyon aux Yeux Galactiques" n'est pas dans son cimetière ni dans son Extra-Deck. Trey et Quinton expliquent alors à Mizar que leur véritable objectif était d'équiper le "Numéro 107" à "Numéro C6" pour que Mizar ne puisse pas activer sa carte sort. Mizar se rend compte alors qu'il est dans une situation critique car le fait de ne pas pouvoir jouer sa carte sort "La Septième - Magie-Rang-Plus" le laisse complètement sans défense. |                                         | |                       |
| 128 | Règlement de comptes - 2e partie        | 別れの涙．．． 超銀河眼の時空龍の暴威！！ Wakare no Namida... Neo Gyarakushīaizu Takion Doragon no Bōi!! | 3 novembre 2013       |
| Mizar se retrouve dans une situation critique car Trey et Quinton se sont emparés du "Numéro 107 : Dragon Tachyon aux Yeux Galactiques" pour l'empêcher de jouer sa carte sort "La Septième - Magie-Rang-Plus". Quinton ramène le "Numéro 9 : Sphère Dyson" et l'évolue en "Numéro C9 : Sphère Dyson du Chaos". Quinton active ensuite l'effet du "Numéro C6 : Atlandis du Chaos Chronomal" de Trey pour réduire les points de vie de Mizar à 1. Il active ensuite l'effet du "Numéro C9" pour anéantir le dernier point de vie de Mizar mais ce dernier annule cet effet et renvoie son "Numéro 107" dans son Extra-Deck. Mizar en profite pour activer "La Septième - Magie-Rang-Plus" pour invoquer le "Numéro C107 : Néo Dragon Tachyon aux Yeux Galactiques". Trey et Quinton contactent Yuma et révèlent à Yuma et Mizar que leur véritable but était de faire gagner du temps à Yuma pour se rendre dans le Monde de Barian et pour Kite rejoindre la Lune. Après des adieux entre Trey, Quinton et Yuma, Mizar détruit tous les monstres de Trey et Quinton et les attaque directement pour gagner le duel. Les âmes de Trey et Quinton sont alors envoyées dans le Monde de Barian. |                                         | |                       |
| 129 | Les poings de la fureur - 1re partie    | 混沌の影 遊馬ＶＳ執念の闘士アリト Konton no Kage Yūma Bāsasu Shūnen no Tōshi Arito                       | 10 novembre 2013      |
| Alito décide de prendre son ultime revanche face à Yuma et oblige ce dernier à l'affronter en retenant Tori en otage. Yuma commence alors le duel en invoquant immédiatement "Numéro 39 : Utopie". Alors qu'Alito commence son tour, Yuma et Astral remarquent qu'il est contrôlé par une sorte de monstre. Alito invoque le "Numéro C105 : Boxeur Indomptable Comète Cestus" grâce à la carte sort "La Septième - Magie-Rang-Plus". Lorsque le "Numéro C105" d'Alito apparaît sur son terrain, Astral remarque qu'Alito est manipulé par un double de Don Mille et apprennent de ce dernier que les Numéros des Ruines représentent une partie de la malédiction de Don Mille sur les Sept Empereurs de Barian. Alito détruit "Utopie" et réduit les points de vie de Yuma à 1500 puis l'attaque directement mais Yuma réussit à se protéger en invoquant "Gardna Gagaga" et en annulant sa destruction mais se retrouve déjà avec seulement 200 points de vie. Yuma et Astral comprennent donc que pour libérer Alito de la malédiction de Don Mille, ils doivent battre le "Numéro C105" d'Alito avec le Numéro des Ruines représentant les souvenirs d'Alito. En attendant, Yuma invoque "Champion Héroïque - Excalibur" et attaque Alito mais ce dernier annule les dégâts. Alito invoque le "Numéro 80 : Bersek Rhapsodie, Souverain Fou Equipé" et l'équipe au "Numéro C105" pour augmenter son attaque à 4000. Astral confirme alors que le seul moyen de libérer Alito de la malédiction de Don Mille est de bel et bien affronter le "Numéro C105" avec le Numéro des Ruines représentant les souvenirs d'Alito, le "Numéro 54 : Cœur de Lion". |                                         | |                       |
| 130 | Les poings de la fureur - 2e partie     | 覚醒の熱拳!! アリト復活の刻 Kakusei no Netsuken!! Arito Fukkatsu no Koku                                 | 17 novembre 2013      |
| Astral vient de se rendre compte que le seul moyen de libérer Alito de la malédiction de Don Mille est d'affronter le "Numéro C105 : Boxeur Indomptable Comète Cestus" représentant la malédiction de Don Mille avec le "Numéro 54 : Cœur de Lion", représentant les souvenirs d'Alito. Yuma invoque donc le "Numéro 54 : Cœur de Lion" et son invocation provoque une onde de choc entre le "Numéro C105" et le "Numéro 54" ravivant les vrais souvenirs d'Alito. Yuma attaque le "Numéro C105" avec le "Numéro 54" et réduit les points de vie d'Alito à 2050 et Yuma voit ses points de vie réduits à 0 mais il active la capacité spéciale du "Numéro 54" pour récupérer 100 points de vie. L'affrontement des deux Numéros a brisé la malédiction de Don Mille et a libéré Alito de son emprise. Ayant retrouvé ses esprits, Alito libère Tori mais le duel entre Alito et Yuma doit quand même se terminer. Alito ramène le "Numéro 80" et active "Force de Barian - Magie-Rang-Plus" pour invoquer le "Numéro C80 : Berserk Requiem, Souverain Funèbre Equipé" et annule l'effet du "Numéro 54 : Cœur de Lion". Alito arrive à attaquer Yuma directement mais ce dernier l'en empêche grâce à la capacité spéciale de "Kuriboh Arc-en-Ciel". Yuma détruit le "Numéro C105" avec le "Numéro 54" et bat Alito, révélant les véritables souvenirs d'Alito et de la malédiction lancée par Don Mille sur lui afin de réécrire son histoire pour le faire renaître en tant que Barian. En perdant le duel face à Yuma, Alito a perdu ses pouvoirs de Barian mais décide d'aider Yuma à libérer les autres Empereurs de Barian de la malédiction de Don Mille. Alors que Marin et Dumon arrivent dans le Monde de Barian, Vector les provoque en duel avec le pouvoir de Don Mille afin d'absorber leur âme et leur énergie. |                                         | |                       |
| 131 | Rivalités entre Barians - 1re partie    | ベクターの嘲笑 引き裂かれた七皇！！ Bekutā no Chōshō Hikisakareta Nanakō!!                               | 24 novembre 2013      |
| Arrivés dans le repaire des Empereurs du Monde de Barian, Marin et Dumon sont provoqués dans un duel qui les oppose à Vector dont ce dernier utilise les pouvoirs de Don Mille. Si Vector gagne, il absorbera les pouvoirs de Dumon et Marin pour faire ressusciter Don Mille. |                                         | |                       |
| 132 | Rivalités entre Barians - 2e partie     | 我が身を盾に！ ドルベ最後の誓い！ Wagami wo Tate ni! Dorube Saigo no Chikai!                             | 8 décembre 2013       |
| Marin et Dumon continuent leur duel intense face à Vector pour sauver leurs âmes mais Vector est plus puissant que jamais grâce aux pouvoirs de Don Mille. Alors que Yuma, Astral, Tori et Alito sont sur le point d'arriver dans le Monde de Barian, ils sont stoppés par Girag qui provoque Alito en duel pour avoir rejoint le camp de Yuma. |                                         | |                       |
| 133 | Rivalités entre Barians - 3e partie     | 別れは刹那．．． 哀しき兄妹の宿命 Wakare wa Setsuna... Kanashiki Kyōdai no Shukumei                      | 15 décembre 2013      |
| Dumon s'est sacrifié et a perdu le duel pour sauver Marin mais cette dernière se retrouve seule face à Vector pour terminer le duel. Cependant, à chaque fois que Vector regagne des points de vie, il absorbe les pouvoirs de Nash. Pendant ce temps, Alito continue d'affronter Girag en duel pour que ce dernier soit libéré de la malédiction de Don Mille. |                                         | |                       |
| 134 | L'affrontement des dragons - 1re partie | 甦る竜皇神話！！ 銀河眼の光子竜皇 Yomigaeru Ryūkō Shinwa!! Gyarakushīaizu Puraimu Foton Doragon          | 22 décembre 2013      |
| Kite et Mizar livrent un duel sur la Lune pour que leurs dragons s'affrontent et ainsi permettre de connaître le secret du Code Numéron. |                                         | |                       |
| 135 | L'affrontement des dragons - 2e partie  | 未来をこの手に！ 銀河決戦終結！！ Mirai wo Kono Te ni! Gyarakushī Kessen Shūketsu!!                      | 29 décembre 2013      |
| Le duel opposant Kite à Mizar devient de plus en plus intense. Kite est déterminé à rappeler son nouveau Numéro pour gagner le duel. Cependant, Kite a un problème : il est tellement épuisé qu'il sait que son temps est compté et ne sait pas s'il parviendra à terminer le duel. |                                         | |                       |
| 136 | Le Palais abandonné                     | 凶気の記憶！ ナッシュＶＳ魔人ベクター！！ Kyōki no Kioku! Nasshu Bāsasu Majin Bekutā!!                   | 12 janvier 2014       |
| Nash arrive dans le Monde de Barian pour affronter Vector en duel et ainsi venger Marin et Dumon. Alors que le duel vient de commencer, ils sont rejoints par Yuma, Astral et Tori. Vector utilise les pouvoirs de Marin, Dumon, Girag et Alito qu'il a absorbé pour devenir plus puissant et changer d'apparence... |                                         | |                       |
| 137 | Le clash des Empereurs                  | ベクターの翻弄！ 捕われた仲間の絆！！ Bekutā no Honrō! Torawareta Nakama no Kizuna!!                     | 19 janvier 2014       |
| À la suite de l'attaque du monstre de Nash, Vector retrouve ses véritables souvenirs et emprisonne Don Mille grâce à ses pouvoirs. Cependant, Vector est toujours déterminé à absorber les pouvoirs des autres Empereurs de Barian. |                                         | |                       |
| 138 | Le maître du Chaos - 1re partie         | 混沌たる存在 『ドン・サウザンド』光来！！ Kaosu-taru Mono "Don Sauzando" Kōrai!!                         | 26 janvier 2014       |
| Nash a battu Vector mais ce dernier se fait aspirer par Don Mille qui a tout de même réussi à ressusciter et fait fusionner le Monde de Barian avec la Terre afin d'emprisonner les pouvoirs du Code Numéron. Mizar débarque alors et affronte Don Mille mais Mizar perd en un seul tour alors que Don Mille n'a joué aucune carte ! Nash est désormais le dernier Empereur de Barian. Yuma, Astral et Nash décident d'unir leurs forces pour affronter Don Mille lors d'un duel. Cependant, vaincre Don Mille sera plus difficile que prévu car il réécrit toutes les cartes que jouent Yuma et Nash. |                                         | |                       |
| 139 | Le maître du Chaos - 2e partie          | 切り開け未来 アストラルの決断!! Kirihiraku Mirai Asutoraru no Ketsudan!!                                 | 2 février 2014        |
| Grâce à son sort de terrain "Réseau de Numéron", Don Mille réécrit les cartes que jouent Yuma et Nash. Astral part à la recherche de la carte sort de terrain de Don Mille qui est cachée quelque part et laisse Yuma et Nash livrer le duel. Don Mille en profite pour invoquer les véritables monstres Numéros 1, 2, 3 et 4 et augmente leurs puissance d'attaque à 16 000 chacun ! Astral trouve la carte sort de terrain et la ramène sur le terrain de Don Mille en décidant de se sacrifier mais Eliphas décide de se sacrifier à la place d'Astral. Astral de retour aux côtés de Yuma et de Nash, ils décident de donner toutes leurs forces dans la bataille pour venir à bout de Don Mille une bonne fois pour toutes. |                                         | |                       |
| 140 | Le maître du Chaos - 3e partie          | 想いはひとつに！ 創造龍 ヌメロン・ドラゴン Omoi wa Hitotsu ni! Souzouryuu "Numeron Doragon"              | 9 février 2014        |
| Le duel opposant Yuma, Astral et Nash face à Don Mille fait rage. Don Mille invoque le monstre "Numéro C1000 : Numerronius " et qui possède 10 000 points d'attaque ! Alors que Yuma, Astral et Nash sont sur le point de perdre, Yuma invoque le "Numéro 100 : Dragon Numéron" et contre l'attaque de Don Mille. Ensuite, grâce à leurs pouvoirs combinés, Yuma, Astral et Nash réussissent à invoquer "Numéro 39 : Utopie" et "Numéro 73 : Abysse Eclat". |                                         | |                       |
| 141 | Le Destin des Trois Mondes              | 混沌終焉 必殺のファイナル・ホープ剣・スラッシュ!! Konoton Shūen: Hissatsu no Fainaru Hōpu Ken Surasshu!! | 16 février 2014       |
| Yuma et Nash doivent absolument attaquer le "Numéro CI 1000 : Numerronius Numerronia" de Don Mille s'ils ne veulent pas perdre le duel mais grâce aux pouvoirs combinés du "Numéro 39 : Utopie", "Numéro 73 : Abysse Eclat", "Numéro 100 : Dragon Numéron" ainsi que de leurs cartes pièges, Yuma, Astral et Nash réussissent à anéantir le monstre de Don Mille et gagner le duel. Don Mille transfère ainsi ses pouvoirs à Nash et Yuma va devoir cette fois livrer un duel face à Nash dont l'enjeu est l'avenir de la Terre, d'Astral World et du Monde de Barian. |                                         | |                       |
| 142 | La Bataille des Trois Mondes            | 最後の希望！！ 我は「ビヨンド」 Saigo no Kibō!! Ware wa "Biyondo                                         | 23 février 2014       |
| Le duel opposant Yuma et Nash continue. Nash invoque le monstre unissant les pouvoirs des Sept Empereurs de Barian, "Espoir Barian CXyz" possédant tous les effets des monstres Numéros 101 à 107 et qui a 7000 points d'attaque ! Yuma et Astral résistent tant bien que mal aux offensives lancées par Nash et son monstre puis jouent "Force d'Astral Magie-Rang-Plus" pour invoquer "Numéro 39 : Au-Delà de l'Utopie". Yuma et Astral attaquent avec leur monstre et détruisent "Espoir Barian CXyz", mettant ainsi Nash dans une colère noire. |                                         | |                       |
| 143 | Le Futur des Trois Mondes               | 孤高の決闘者『ナッシュ』 宿命のラストバトル!! Kokō no Dyueristo Nasshu Shukumei no Rasuto Dyueru!!       | 2 mars 2014           |
| Le monstre "Espoir Barian CXyz" de Nash est détruit par le "Numéro 39 : Au-Delà de l'Utopie" mais il réussit à annuler les dégâts qu'il aurait dû recevoir. Cependant, Nash invoque deux autres monstres Xyz et réduit les points de vie de Yuma à 50. Nash joue la carte piège "Pioche du Destin" qui permet à lui et à Yuma de tirer une carte qui déterminera l'issue de ce duel car si l'un d'eux ne joue pas la carte qu'il a pioché, il perdra automatiquement le duel à la fin du tour. Yuma joue sa carte "Quitte ou Double !" mais annule sa propre attaque. Nash dévoile ainsi la carte qu'il a pioché et Yuma se rend compte qu'il a échappé à la défaite car les dégâts que Nash aurait dû recevoir auraient été retournés contre Yuma. À cause de l'effet de sa carte, Nash voit ses points de vie réduits à 0 et perd le duel. Yuma et Nash font leurs adieux et Nash disparaît. Après cela, Yuma, Astral et Tori reviennent sur Terre et ses amis qui avaient été envoyés dans le Monde de Barian reviennent également. |                                         | |                       |
| 144 | Le Premier et Dernier Duel - 1re partie | 闘いの儀!! 遊馬VSアストラル Tatakai no Gi!! Yūma VS Asutoraru                                            | 9 mars 2014           |
| Les amis de Yuma reviennent sur Terre à l'exception de Kite, Nash (Shark) et Marin (Rio). Astral révèle ensuite à Yuma qu'il a l'intention de détruire le Monde de Barian grâce aux pouvoirs du Code Numéron. Yuma provoque donc Astral dans leur premier et dernier duel dont l'enjeu sera l'utilisation du Code Numéron. Le duel à peine commencé, Yuma se retrouve déjà face à 5 monstres : "Numéro 39 : Utopie", "Numéro C39 : Rayon Utopie", "Numéro C39 : Rayon Utopie V", "Numéro C39 : Rayon Utopie Victoire" et "Numéro 39 : Au-Delà de l'Utopie". Ces 5 monstres "Utopie" anéantissent tous les monstres de Yuma et réduisent les points de vie de ce dernier à 1400 en un seul tour ! |                                         | |                       |
| 145 | Le Premier et Dernier Duel - 2e partie  | 『わが名はアストラル』 最強の決闘者!! Waga Na wa Asutoraru Saikyō no Dyuerisuto                          | 16 mars 2014          |
| Yuma et Astral poursuivent leur premier et dernier duel dont l'enjeu est l'utilisation du Code Numéron. Cependant, Astral essaie de faire retrouver à Yuma ce qu'il a perdu de plus précieux. Yuma réussit à détruire petit à petit les monstres "Utopie" d'Astral mais ce dernier riposte. Alors que Yuma se retrouve avec seulement 300 points de vie, Astral utilise l'effet de sa carte piège pour que le "Numéro 39 : Racines Utopie" lance des attaques à répétition afin que Yuma se rende compte de ce qu'il a perdu de plus précieux... |                                         | |                       |
| 146 | Zexal pour toujours                     | 絆よ永遠に… かっとビングだぜ、オレたち!! Kizuna yo Towa ni... Kattobingu daze, Ore-tachi!                | 23 mars 2014          |
| Le duel opposant Yuma et Astral se poursuit et arrive bientôt à son terme. Alors qu'Astral utilise l'effet de sa carte piège pour que le "Numéro 39 : Racines Utopie" lance des attaques à répétition, Yuma se souvient alors de la promesse qu'il a faite à Astral et active le piège "Pioche Fatale" lui permettant de tirer une carte de son deck et de l'activer s'il s'agit d'un piège. C'est alors que Yuma effectue seul une pioche étincelante. Astral se rend compte alors que Yuma est l'autre partie de lui-même qu'il avait perdu autrefois lorsqu'il avait affronté Don Mille. Yuma invoque alors "Numéro F0 : Futur Utopique" représentant l'espoir de Yuma mais Astral continue de lutter. Astral active le piège "Porte de la Destinée" qui le transporte lui et Yuma devant la Porte où toute leur histoire a commencé. Astral fait en sorte que Yuma ait le courage de lui dire au revoir puis Yuma attaque avec "Numéro F0 : Futur Utopique" et réduit les points de vie d'Astral à 0. Astral et Yuma font leurs adieux et Astral rejoint Astral World. La vie de Yuma reprend son cours avec quelques différences : Astral a utilisé le pouvoir du Code Numéron pour ramener Kite, Shark, Rio mais aussi tous les autres Empereurs de Barian sous leur forme humaine. Astral a également utilisé les pouvoirs du Code Numéron ramener sur Terre les parents de Yuma qui étaient prisonniers d'Astral World. Alors qu'Astral World est menacé de destruction, Yuma et tous ses amis se rendent vers les dimensions parallèles pour aller rejoindre Astral dans Astral World pour combattre à ses côtés. |                                         | |                       |